# Дзен
Дзен (від яп. 禅; санскр. ध्यान, дг'я́на — «споглядання», кит.: 禪 чань, кор. 선 сŏн) — одна з найважливіших шкіл китайського і всього східноазійського буддизму, що сформувалася в Китаї в V—VI століттях під великим впливом даосизму і є домінуючою чернечою формою буддизму Махаяни в Китаї, В'єтнамі й Кореї. У широкому сенсі дзен — це школа містичного споглядання або вчення про просвітлення, що з'явилося на основі буддійського містицизму. У вужчому розумінні дзен іноді розглядається як одна з впливових шкіл буддизму махаяни в Японії, що має свою національну специфіку і яка прийшла з Китаю наприкінці XII століття. Крім того, під дзен розуміють практику дзенських шкіл, також позначувану поняттям «дг'яна» й яка є найважливішою частиною буддійської практики.
Учення дзен прийшло з Індії у Китай, куди його приніс Бодгідгарма, і одержало подальше поширення на Далекому Сході (Китай, В'єтнам, Корея, Японія). Традиції китайського чань, японського дзен, в'єтнамського тхієн і корейського сон розвивалися багато у чому самостійно й зараз, зберігаючи єдину сутність, набули свої характерні риси у вченні та стилі практики. Японський дзен представлений декількома школами: Ріндзай, Обаку, Фуке й Сото. Японському дзен належить близько 20 % буддійських храмів у Японії.

## Лінгвістика

### Етимологія

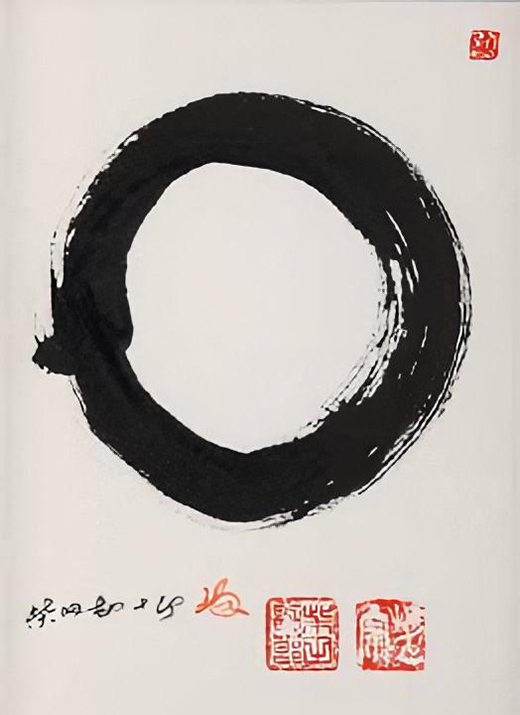
Енсо — символ дзен-буддизму.

Із всіх назв цього напрямку буддизму найбільш широку популярність на Заході одержало його японське найменування «дзен». Етимологія цього слова сягає своїми коріннями до санскритсько-палійського терміну «дх'яна/джгана» (санскр. ध्यान, dhyāna IAST, від санскр. ध्या, dhyā IAST), що означає «глибоке зосередження», медитацію, споглядання (у ранніх роботах школу дзен називають школою споглядання), а також відстороненість або спасіння. Вимова цього слова перетерпіла трансформацію в китайській мові в «чань», у в'єтнамській в «тхієн», в корейській мові в «сон», а потім, поширившись у Японії, в «дзен».
Інша назва дзенської традиції — Серце Будди (Буддга-хрідайя, кит. Фо сінь, япон. Бусін). Серце Будди відповідає буддійському поняттю махакаруни, що означає любов і великий жаль. Ще одна відома назва дзенської школи — школа свідомості Будди.

## Історія

### Індійські витоки дзен

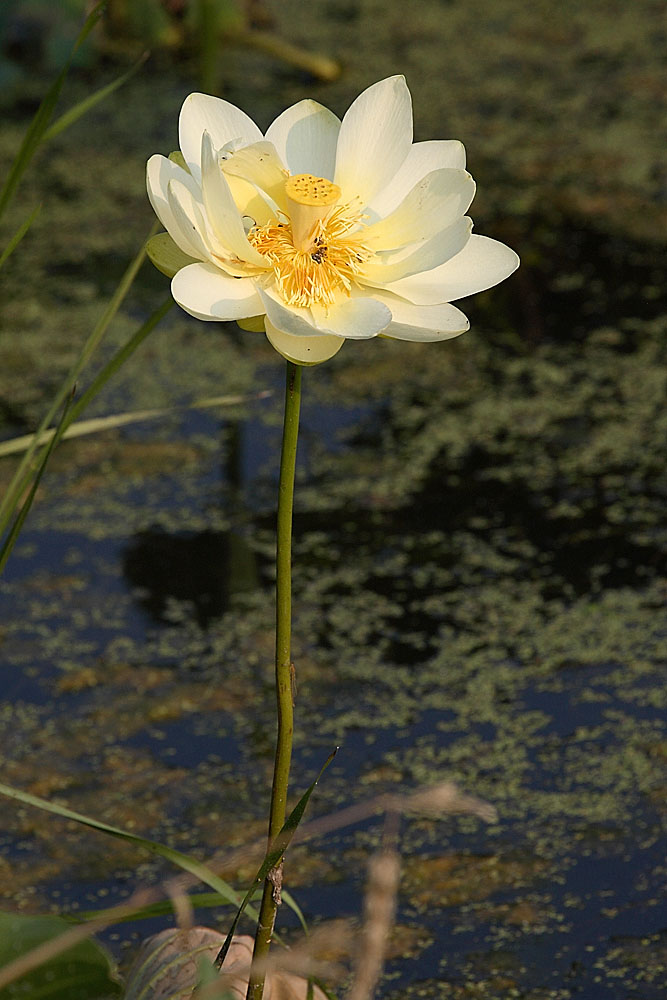
Лотос — символ Будди.

Духовна передача традиції дзен сходить до Будди Шак'ямуні, тому в традиції він вважається першим індійським патріархом. Другим патріархом вважається Махакаш'япа, якому Будда передав стан пробудження у квітці лотоса без будь-яких слів і текстів, тим самим заснувавши традицію дзен у формі прямої передачі Вчення «від серця до серця».
Один раз Будда стояв перед зборами народу на Піку Грифів. Всі люди чекали, коли він почне вчити дгармі, але Будда мовчав. Пройшло вже досить багато часу, а він ще не вимовив жодного слова, у руці його була квітка. Очі всіх людей у юрбі були звернені до нього, але ніхто так нічого й не зрозумів. Потім один чернець подивився на Будду сяючими очима й посміхнувся. І Будда сказав: «У мене є скарб бачення досконалої Дгарми, чарівний дух нірвани, вільної від нечистоти реальності, і я передав цей скарб Махакаш'япі». Цим усміхненим ченцем виявився саме Махакаш'япа, один з великих учнів Будди. (…) Махакаш'япа пробудився завдяки квітці й своєму глибокому сприйняттю.— Тит Нат Хан

### Чань-буддизм
Прийнято вважати, що своє поширення дзен одержав у Китаї у V столітті н. е. Особою, що принесла вчення Будди в Китай, вважається індійський буддійський чернець Бодгідгарма (у китайській традиції — Путідамо або просто Дамо, у японській — Дарума), часто називаний спадкоємцем 27 індійських патріархів буддизму, що став згодом першим патріархом чань у Китаї. Бодгідгарма облаштувався в монастирі Шаолінь, що вважається в наші дні колискою китайського чань-буддизму.
Після Бодгідгарми в Китаї було ще п'ять загальних патріархів, а потім Вчення розкололося на північну й південну школу. Друга згодом одержала свій розвиток і трансформувалася в п'ять шкіл дзен, з яких у цей час збереглося тільки дві: Цаодун та Ліньцзи. У цей час, переживши ряд труднощів, напрямок чань є найвпливовішим напрямком китайського буддизму й прагне поширитися по всьому світу.
Всі чаньскі школи спираються на п'ять ключових принципів:
1. Вищу Істину неможливо виразити;
2. Духовне вдосконалювання неможливе;
3. В остаточному підсумку нічого не досягається;
4. У буддійському вченні немає нічого особливого;
5. Чудесне Дао міститься скрізь, навіть в «ремеслі водоноса або лісоруба».

### Дзен у В'єтнамі

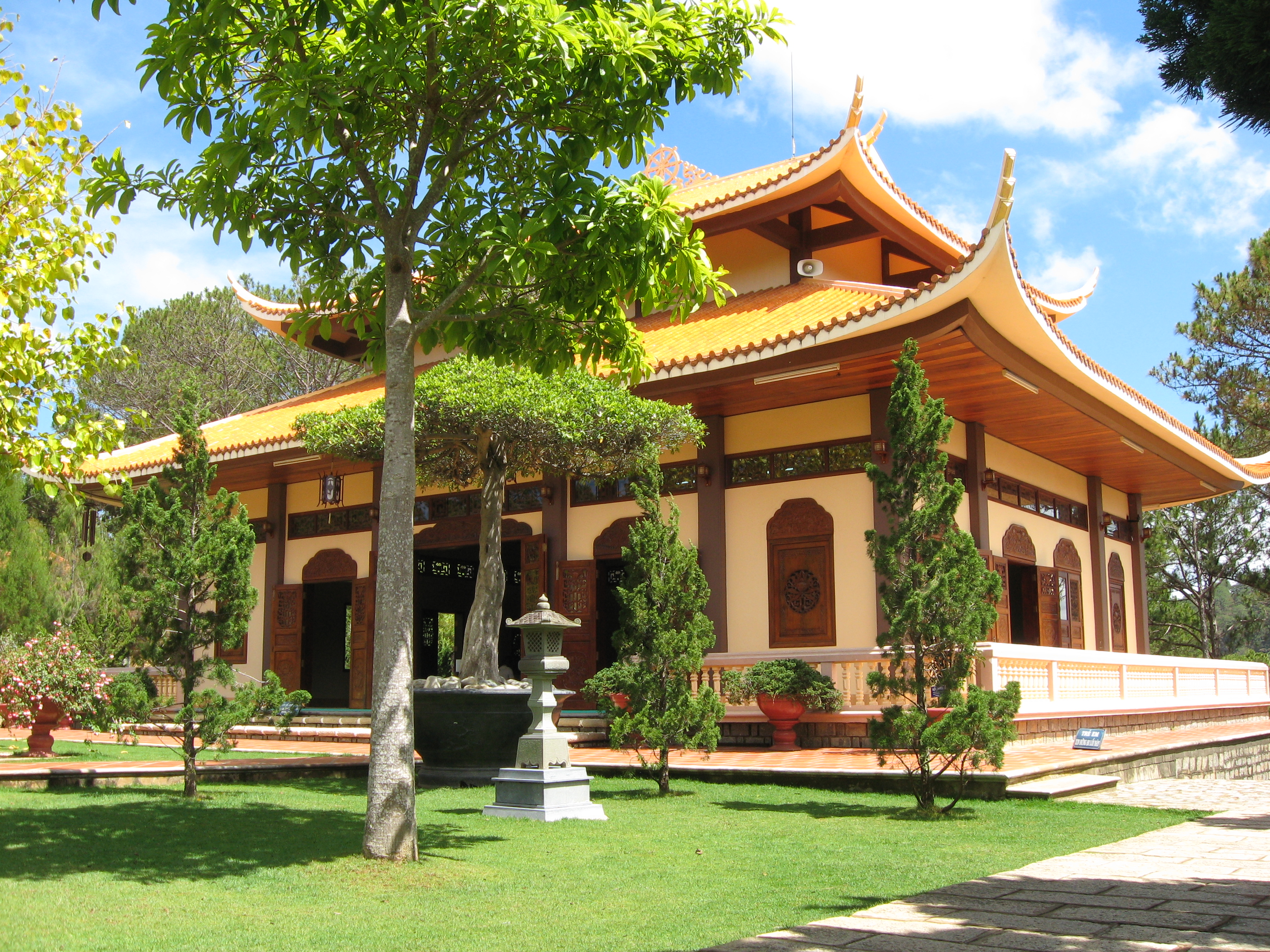
Тхієнський монастир Трук Лам («Бамбуковий Гай») у В'єтнамі.

Наприкінці VI століття у В'єтнам прибув Вінітаручі, учень Сенцаня, і заснував першу школу тхієн. Подальший розвиток в'єтнамського тхієн пов'язують зі школою Во Нгон Тхонга, який був учнем Хуай-хая, і школою Тхао Д'юнга. Остання школа була заснована імператором Лі Тхань Тонгом. Трохи раніше, в 968 році, тхієн став державною ідеологією В'єтнаму й надалі зіграв важливу роль у його історії. Пізніше у В'єтнамі з'явилася школа Чуклам, заснована імператором Чан Нян-тонгом і не мала аналогів у Китаї, школа Нгуєн Тхієу, близька до школи Обаку, і школа Лієу Куана, близька до школи Ліньцзи.
В 30-х роках XX століття в країні активізувався рух за відродження в'єтнамського буддизму і вже до початку 70-х років у В'єтнамі велося будівництво безлічі пагод. У цей час серед приблизно 60 мільйонів в'єтнамців біля третини населення є послідовниками Махаяни. Зі всіх шкіл Махаяни в цей час у країні найбільш впливовими поряд зі школами Буддизму Чистої Землі вважаються тхієнські школи й, особливо, школа Ламте (Ліньцзи).

### Дзен у Кореї
Дзен (сон) прийшов у Корею ще в VII столітті, але поширився там лише в середині IX століття. У період з 828 по 931 рік в країні було засновано 9 шкіл дзен, що одержали назву «дев'яти гір». Цими дев'ятьма школами стали школи Сільсансан, Тоннісан, Каджисан, Чакульсан, Сонджусан, Саджасан, Свеянсан, Поннімсан і Сумісан, які надалі стали називатися Чоге. Саме так називалася гора в Китаї, на якій жив Хуейнен (638—713) — шостий патріарх дзен. Пізніше Корьо сон став характернішим для Кореї. Змагаючись з «канонічними» буддійськими школами, сон поступово набирав популярність. Він став головною буддійською школою в Кореї вже до XIII століття, а два століття поспіль ще більш зміцнив своє положення серед інших шкіл буддизму.
Однак під час династії Чосон (1392—1910), що симпатизувала неоконфуціанству, буддизм у Кореї втратив свою важливу роль. Ченцям був пред'явлений ряд твердих обмежень, а число монастирів значно скоротилося. Відродження корейського буддизму почалося в 60-х роках XX століття. Однією з головних її причин став прихід до влади Пак Чон Хі, який, на відміну від більшої частини колишніх християнських політиків, був послідовником буддійської традиції. Якщо на початку 60-х років частка буддистів серед населення Кореї становила 2—3 %, то до кінця 70-х років вона збільшилася до 40 %.
У цей час орден Чоге об'єднує більшу частину буддистів Кореї включно з буддистами школи сон. Одним з найвідоміших корейських сон-майстрів XX століття був Кусан Синім (1908—1983), котрий також був представником ордена Чоге.
В 1983 році корейським дзен-майстром Сун Саном, що одержав передачу дгарми від 77-го патріарха корейського дзен До Бона, була заснована міжнародна школа дзен Кван Ум, яка бере свої витоки від ордена Чоге. Дана школа, близька до школи Ріндзай, на кінець 2012 року мала 35 дзен-центрів в Америці, 7 дзен-центрів в Азії й Австралії, а також 53 дзен-центри в Європі.

### Дзен у Японії

#### Попередній етап

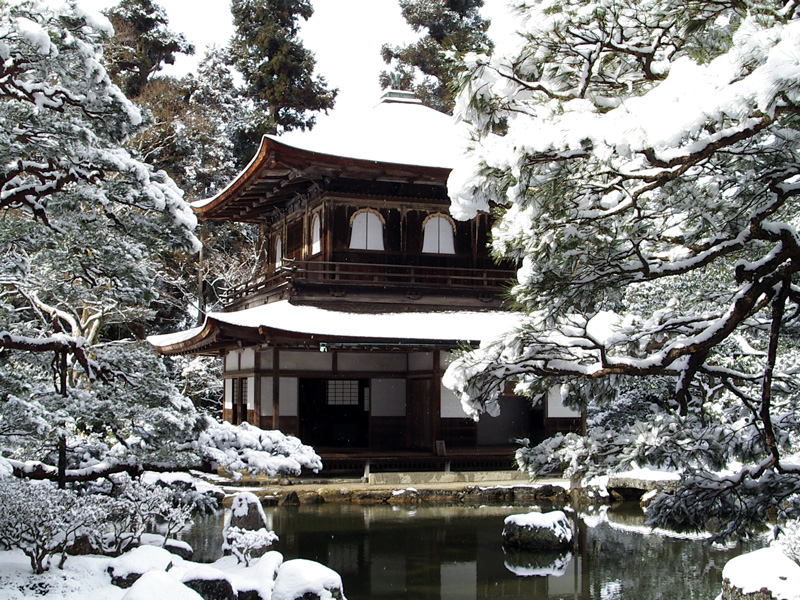
Храм Гінкаку-дзи у зимовому Кіото.

В 653 році чернець із Японії Досьо прибув у Китай для вивчення філософії Йогачари у майстра Сюань-цзяна. Під впливом Сюань-цзяна Досьо став адептом дзен-буддизму й, повернувшись до Японії, відродив школу Хоссьо, адепти якої теж почали сповідувати дзен. Першим медитаційним залом школи став зал у храмі Нари.
В 712 році до Японії прибув наставник вінаї Дао-сюань, що також практикував чань північної школи Шень-сю. Дао-сюань, прибувши в Нару, посприяв формуванню тісних зв'язків між школами Ріцу (Віная) та Кегон (кит. Гуйян), а також розвитку культури Японії. Спадкоємцем Дао-сюаня став Г'йох'йо, а спадкоємцем Г'йох'йо — Сайтьо (Дендзьо Дайсі, 767—822), що став одним із засновників школи Тендай. Вплив даних наставників допоміг закріпити практику медитації в Японії.
В IX столітті, прийнявши запрошення від імператриці Такібани Какіко, Японію відвідав учитель чань школи Ліньцзи І-к'юн. У Японії він проповідував вчення серед імператорського двору, а пізніше прийняв керівництво храмом Денріндзі в Кіото, що був побудований спеціально для нього. Але І-к'юн не зміг популяризувати вчення багато в чому через відсутність будь-яких рішучих дій зі своєї сторони й через якийсь час повернувся в Китай. Після цього в Японії почався період застою дзен, що супроводжувався окремими фактами вгасання всього буддизму.

#### Ейсай і закріплення дзен у Японії
Наставником, при якому дзен остаточно прийшов до Японії у вигляді школи Ріндзай (Ліньцзи), вважають Ейсая (Дзенке Кокосі, 1141—1215). Уже в дитинстві Ейсай практикував чернечу форму буддизму в японському храмі тендайської школи. В 1168 році Ейсай перший раз прибув у Китай, де його в дуже великій мірі вразило чаньське вчення. Зі своєї поїздки він виніс переконання, що таке вчення допоможе його країні відродитися духовно. Друга поїздка Ейсая в Китай відбулася в 1187 році, у ході якої він одержав «печатку просвітлення» від учителя школи Ліньцзи Сюйань Хуайчана лінії Хуань-луна.
У Японії Ейсай проповідує про перевагу дзенського вчення над вченням тендайської школи, що зустрічає протидію й обвинувачення в єресі в окремих випадках. За підтримкою представників вищої влади Ейсай стає настоятелем храму Кенніндзі, розташованого в Кіото й приналежній школам Сінгон і Тендай, де активно займається поширенням дзен, при цьому описуючи свої зусилля в тексті «Поширення дзен заради захисту батьківщини». Також Ейсай змінює позицію по інших буддійських школах на більш м'яку, щоб «домогтися визнання дзен як самостійної школи». Крім остаточного закріплення традиції дзен у Японії Ейсай також заснував традицію японської чайної церемонії, посадивши біля монастиря насіння, яке він привіз з Китаю, і описавши відомі йому відомості про чай і чайну церемонію у своїй книзі про чай.

#### Сучасний дзен у Японії
У цей час число послідовників дзен у Японії становить понад 6 мільйонів чоловік. З них 4 мільйони чоловік входять у школу Сото, 2 мільйони чоловік у школу Ріндзай й 100 тисяч чоловік у школу Обаку. Усього кількість послідовників японського дзен по всьому світу за даними на 2007 рік становить близько 10 млн чоловік.
Крім вищевказаних японських шкіл існує невелика дзенська школа Санбо Кедан або «Орден Трьох Скарбів», що бере свої витоки від Ясутані Хакууна (1885—1973), чиє вчення описав росі Філіп Капло в «Трьох стовпах дзен». Дана реформаторська школа заснована Ясутані Хакууном в 1954 році, коли Ясутані розірвав відносини із традицією Сото. Школа Санбо Кедан критикує школи Ріндзай і Сото. На момент 1988 року школа нараховувала тільки 3790 послідовників й 24 учителя, але дуже впливала на західний дзен. Вплив Санбо Кедан на японський дзен в XX столітті був відносно слабким.
Також у Японії присутні нечисленні послідовники школи Фуке, що відродилася в 1950 році в Храмі світлого й темного.
Японська спільнота «F.A.S. Society», що також має назву «F.A.S. Zen Institute», прагне до модернізації дзен і до пристосування вчення до сучасного світу. Її сформував в середині XX століття професор та вчитель дзену Сінічі Хісамацу і вона не зараховує себе до якоїсь певної школи.

### Дзен на Заході
Дзен здатний добре адаптуватися до культури інших країн, що стало причиною появи дзен на Заході. Через якийсь час після приходу дзен на Захід уже багато тисяч дзен-буддистів стали об'єднуватися в групи медитації під керівництвом західних і східних наставників дзен. У другій половині XX століття популярність дзен на Заході перевищила популярність інших східних течій. У 70-х й 80-х роках майже кожен західний університет, що вивчає релігію, створив факультет або групу по вивченню дзен у теорії й на практиці. У цей час кількість книг про дзен для західного читача, як наукових, так і популярних, є дуже великою.

#### Поява й розвиток
Через «закритість» Японії європейці вперше змогли познайомитися з культурою цієї країни тільки в середині XIX століття, але перше наукове знайомство Заходу із дзен було 1913 року. Цього року було видано книгу-дослідження Кайтена Нукарії «Релігія самураїв», але вона не набула якоїсь популярності, зацікавивши лише фахівців. До цього моменту, як вказує професор Нукарія, європейський читач міг познайомитися із традицією дзен лише по книзі дзенского вчителя з Японії Сяку Соєна.
Наступний етап поширення дзен на Заході пов'язаний з виходом книг професора Д. Т. Судзукі (1870—1966), які сильно вплинули на зростання популярності дзен, особливо серед інтелігенції. Першим західним автором, що написав про дзен, став А. Уотс, чия книга називалася «Дух дзен». Наприкінці 50-х років виходить безліч книг про це вчення. Починають видаватися книги європейських й американських дзен-буддистів, що описують власний досвід збагнення вчення в японських монастирях.
Д. Т. Судзукі та його учні сформували необхідні умови для «дзенської революції», що повсюдно відбувалася в 60-х роках серед молоді й інтелігенції Заходу. Головним чином успіх Судзукі ґрунтувався на тому, що він зміг інтерпретувати східне вчення в зрозумілих європейським читачам термінах, що дають гарне уявлення про теоретичну й практичну сторону вчення.
Після Судзукі література дзен розвивалася в декількох напрямках. Тривав академічний напрямок, що приділяв в увагу праці Судзукі по інтерпретації вчення. Сформувався напрямок порівняльного аналізу дзен та екзистенціалізму, психології тощо. Ще одним напрямком стала масова література, зокрема художня література, призначена для широкого кола читачів. Неоднорідність традиції на Заході відповідала неоднорідності вчення в самій Японії, де також існував «монастирський» дзен, дзен «філософії життя» та «популярний» дзен, що розглядався як частина дозвілля й навколишнього побуту.

#### Традиційний дзен, проблеми й трансформація

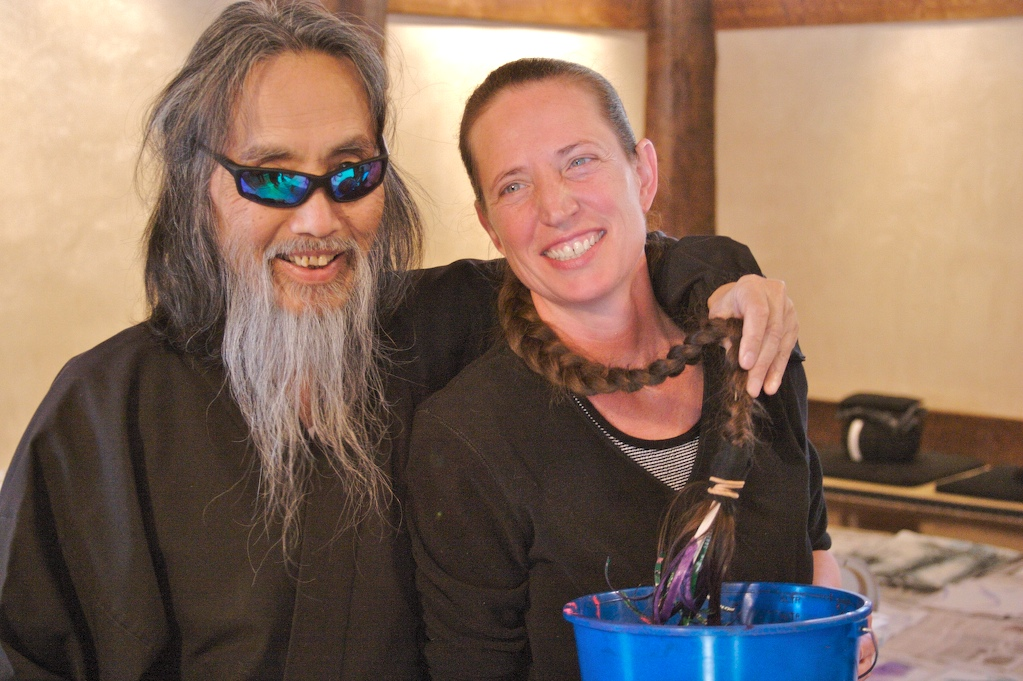
— японський учитель дзен, художник, каліграф, письменник, перекладач буддійських текстів й екологічний активіст, що займається Вченням дзен в США.

«Монастирський» дзен, що також одержав в Америці ім'я «квадратний» через свою традиційність і вивіреність, принесли на Захід ряд японських дзенских учителів. Важливе значення в подальшому поширенні традиційної форми вчення зіграв дзен-центр в Нью-Йорку, де навчав дзен С. і Р. Сасакі, який строго дотримувався традиційної системи збагнення вчення школи Ріндзай. Дана система містила в собі знання й розуміння історії школи, термінів буддизму й текстів дзен, а також строгу дисципліну, відсутність теоретичних міркувань і чітке дотримання вказівок наставників.
В 1970 році з'явився дзен-монастир в Північній Каліфорнії, що дотримувався суворої системи традиційних монастирів, що включала в себе, наприклад, гоління голови й носіння сандалій. Але надалі зберегти традиційну систему без змін стало неможливим, і західні дзен-центри, незважаючи на збереження медитативної практики й характерних рис традиції, зазнали організаційних й інших змін. Дзен-центри трансформувалися у відкриті дзен-буддійські комуни й кампуси університетів, що тепер дозволяють послідовникові ходити на роботу, мати сім'ю й займатися іншою діяльністю, не пов'язаною з буддизмом.
Схожий процес уже відбувався в середньовічній Японії, де військовий стан, практикуючи медитацію в монастирях, не відмовлялося від своїх соціальних обов'язків. Але на Заході процес трансформації зайшов ще далі. Громада усе більше перетворювала в сімейну релігійну комуну відкритого типу й зіштовхнулася з такими проблемами як проблема економічної незалежності, участі в суспільному й політичному житті, сім'ї й шлюбу, сексуальної свободи, виховання дітей, рівноправності жінок і чоловіків.
Проблема сім'ї й шлюбу полягала в тому, що при частій і регулярній медитативній практиці родина іноді відіграє роль тягаря для практика, що є причиною численних драм. Тому внутрішньосімейні й сексуальні відносини в західному дзен було перенесено в межі дзен-центрів. Проблема жіночої рівноправності полягала в тому, що в традиційних східних монастирях практично повсюдно жінки медитували окремо від чоловіків. На Заході жінки стали медитувати разом із чоловіками, а також могли стати черницями та займати певну посаду в ієрархії.
Громади дзен як і раніше практикували ручну працю в сільському господарстві, ремісництві й сфері обслуговування, розглядаючи його як медитацію. Зовнішніми ж змінами західного дзен стало те, що гоління голови й носіння сандалів стало необов'язковим. Послідовники також почали носити звичайний європейський одяг. Але зовнішні зміни дзен були не такими істотними, як зміни внутрішні.
Більша частина західних дзенців мала закінчену освіту в інститутах і коледжах і прагнула до раціонального осмислення «ірраціональних» положень дзен. Крім того, японські послідовники добре знали положення буддизму перед тим, як від них відмовлялися після прилучення до дзен. Західні дзенці були змушені спочатку вивчити ці положення, щоб надалі з'явилася можливість від них відмовитися. Також західні послідовники прагнули обговорити основи дзен, що в традиційному дзен вважається неприпустимим.

#### Християнський дзен
Частина вірян, що намагалися оновити традиційне християнство, поклала початок формуванню «християнського» напрямку дзен. Деяка частина теологів намагалася за допомогою дзен «відродити „бога, що помер“» (вислів Ніцше). Також відбувалися спроби по створенню християнських дзен-груп і застосуванню християнського дзен у богослужіннях католицької церкви. Серед католицьких вчителів, що займалися розвитком груп та спільнот християнської медитації під впливом свого знайомства з традицією дзен-медитації — бенедиктинець Джон Мейн (засновник «Міжнародної спільноти християнської медитації»), єзуїти Вільям Джонстон (автор книги «Християнський дзен») та Роберт Кенеді (священик та одночасно роши у лінії «Біла Слива»).
Дзен-майстер Сунг Сан у своїй книзі «Тільки не знаю» пише про те, що іноді давав вчення різним священикам в Вашингтонському кафедральному соборі. Також Сунг Сан організовував ретрити в абатстві Гетземані для католицьких ченців і напевно став першим майстром дзен, який включив у свій збірник коанів коани із християнських джерел.
Чернець католицького ордена трапістів Томас Мертон (1915—1968) з абатства Гетземані, порівнюючи християнське споглядання й споглядання дзен, «був вражений почуттям близькості» даних традицій. В 1968 році була видана його книга «Zen and the Birds of Appetite» («Дзен і голодні птахи»), присвячена зіставленню християнського містицизму та дзен. Висновок до книги написав Д. Т. Судзукі.
Після Мертона значно вплинув на розвиток християнського дзен пріор католицького ордена бенедиктинців Д. Грехем, що займався разом з парафіянами практикою споглядання. Грехем, випустивши книгу «Дзен-католицизм», одержав значну популярність. У даній книзі настоятель вказував на те, що дзен може пожвавити католицьку традицію, розкривши її приховані можливості.
В 1971 році католицький священик Вільям Джонстон написав книгу «Християнський дзен», де висловив думку про дзен як про метод поглиблення християнської віри й призивав до повторення Ісусової молитви при практиці дзен-медитації. Православний ієромонах Серафим Роуз виступив із критикою цієї книги, висловивши думку про досвід дзен як про агностичний та язичницький досвід і відзначивши небезпеку цієї книги. Також у своїй книзі із критикою християнського дзен виступив Архімандрит Лазар (Абашидзе), у той же час виразивши думку про те, що ідеї дзен про співчуття й любов «бути може, найвищий релігійний ідеал, якого може досягти людський розум, але без Христа». Позитивно висловився про християнський дзен Архієпископ Іоан, що представляє Катакомбну церкву, у своїй книзі «Християнство — дзен», де описав прояв дзен в Новому Завіті і спробував з'єднати християнське візіонерство й дзенськую традицію.
В 1989 році Ватикан випустив документ про аспектах християнської медитації, що також має відношення до дзен. Відповідно до тексту, жоден з методів, запропонованих нехристиянськими релігіями, не повинен бути відкинуть тільки через те, що він є нехристиянським. Відповідно до тексту, «навпаки, можна взяти від них те, що корисно» за умови, що християнська молитва від цього не страждає.
2004 року російською мовою було перекладено монографію «Дзен і Біблія» католицького священика й майстра дзен Какічі Кадовакі. У своїй книзі Кадовакі вказує на наявність певних збігів і схожих символічних підтекстів у Біблії й у текстах різних коанів, наприклад, звертаючи увагу на зв'язок між коаном «Якщо в тебе є ціпок, я тобі його дам. Якщо в тебе немає ціпка, — я його в тебе заберу» Басьо та словами Ісуса: «Тому що хто має, тому дано буде й збільшиться; а хто не має, у того одніметься й те, що має» (від Матвія 13:12).
Також американським єзуїтським священиком й одночасно дзенським росі й психотерапевтом є Роберт Кеннеді.
Число західноєвропейських груп християнського дзен на кінець XX століття становило понад 10 % від всіх західноєвропейських груп дзен. В основному такі групи розташовуються в Німеччині, Австрії й країнах Скандинавії.
Д. Т. Судзукі, книги якого вплинули на формування християнського напрямку дзен, стверджував, що дзен може бути поєднано не тільки із християнством, але й з будь-якою іншою релігією. Тим самим Судзукі, на думку Г. С. Померанца, став засновником «світового дзен».

#### Інші напрямки дзен
«Інтелектуальний» дзен, не пов'язаний із чернецтвом, і який трансформував це вчення у «філософію життя», зазнав ще більших змін. На тлі інтересу до дзен багатьох європейських письменників, філософів, художників, музикантів, а також внаслідок розвитку антропологізму й ірраціоналізму в ідеалістичній й релігійній філософії, виникає таке явище, як «релігійність без релігії». Причиною цього стало те, що інтелігенція Заходу шукала компроміс між потребою в релігії й небажанням слідувати її традиціями. Такі риси дзен як ірраціональна практика, нігілізм стосовно загальновідомих явищ й авторитетів й нонконформізм також послужили причиною того, що дзен став «бесконфесійною» релігією для деякої частини інтелігенції Заходу, що не бажала або не змогла відмовитися від своїх релігійних поглядів. Дане явище характеризувалося релігійним синкретизмом, розмиванням «конфесіональної причетності», зростанням ролі східної філософії і загальною тягою до містики й ірраціонального.
Бітницький напрямок дзен 60-х років, що одержало назву «біт-дзен», став особливим напрямком молоді, що проголосила «дзенську революцію». Даний напрямок характеризувався спрощеним і вульгаризованим характером. Молодь, не розуміючи суті вчення і його цілісного характеру, взяла з нього лише зовнішні атрибути у вигляді нігілізму, парадоксальної поведінки й відсутності авторитетів. Даний напрямок не був пов'язаний із практикою дзен, але використовував термінологію вчення. Представники даного напрямку формували сільські громади, де намагалися «повертатися до природи», а також пропагували споживання наркотиків і сексуальну свободу. Яскравим представником даного напрямку став письменник Джек Керуак.
Близьким до бітницького стало психоделічний дзен-напрямок, що практикував замість медитації вживання наркотиків з метою досягнення саторі. Представник цього напрямку, письменник О. Хакслі, виражав думку про подібність станів людини після дзен-практики й прийому наркотиків. Така ж думка про медитації й ЛСД було представлена в 1961 році одним з доповідачів на всесвітньому конгресі прикладної психології. Але традиційний дзен виражав незгоду з такою точкою зору. Автор декількох книг про дзен і послідовник Вчення Дз. Сібаяма вказував, що ефект наркотиків тимчасовий, а практика дзен припускає кардинальну самозміну.

#### Сучасний стан дзен на Заході
На кінець XX століття був складений список західноєвропейських груп дзен в 14 країнах. Загальне число груп склало 452 групи. Понад 60 груп діють на території Німеччини; від 30 до 60 — на території Франції, Нідерландів, Бельгії, Великої Британії, Швейцарії, Італії; від 15 до 30 — на території Австрії, Польщі й Іспанії; менш 10 — на території Швеції, Данії, Португалії, Норвегії.
До 2000 року в Північній Америці чисельність дзен-центрів становила близько 2000 центрів по всім чотирьом напрямках дзен (японський дзен, сон, чань, тхієн).

### Дзен у СРСР
В 1968 році Г. С. Померанцем була написана кандидатська дисертація «Деякі течії релігійного нігілізму». На 500 сторінках тексту розглядалася по більшій мірі буддійська школа дзен. Дисертація стала першим радянським науковим текстом, що описує дану школу настільки докладно. Але перед початком захисту в Інституті сходознавства Академії наук Померанц поставив свій підпис у захист учасників демонстрації 25 серпня 1968 року проти введення в Чехословаччину військ СРСР, через що захист не відбувся з формальної причини «відсутності кворуму у Вченій раді», фактичною причиною став «наказ зверху». Пізніше дану дисертацію активно використав Андрій Тарковський при роботі над Сталкером.
Зацікавленість деяких людей у вченні дзен виявилася в Радянському Союзі до початку 70-х років. Багато в чому цьому посприяли офіційні переклади творів Селінджера, а також «підпільні» переклади книг А. Уотса й Д. Т. Судзукі. Крім того, збільшенню зацікавленості посприяло вплив руху хіпі, а також загальна атмосфера «невідповідності між соціальною реальністю й проголошуваними ідеалами» для інтелігенції того часу.
Пізнішою причиною збільшення популярності традиції стало широке поширення східних бойових мистецтв. Наприклад, у більшості текстів по карате вказувалося, що дзен є найважливішою частиною тренування.
Наприкінці 80-х років велику роль у популяризації дзен зіграв Борис Гребенщиков. З однієї сторони пісні Гребєнщикова полегшували розуміння дзен для частини населення, в основному молоді. З іншої сторони ці пісні також викликали роздратування в тієї категорії населення, хто не міг їх зрозуміти й не хотів докладати зусилля до їхнього розуміння.

## Коротка суть вчення
Дзен визнає реальність світу, але сприймає його як не-істинний, ілюзорний, «ніщо» (яп. «му»). Лише за допомогою медитації можна осягнути власну справжню природу, яка є нічим іншим, як «сутністю Будди» (яп. «бусьо»), досягнути пробудження (яп. «саторі»). Після цього відкривається істинна природа речей. Велику увагу дзен приділяє практиці психотренінгу, особливо — практикам дзадзен (сидяча медитація) та коан (парадоксальні загадки-вправи для зупинки спекулятивного мислення). З китайського вчення Хуаянь дзен запозичує ідею про тотальний взаємозв'язок загального та одиничного, що висловлено у принципі «все в одному, одне у всьому». Дзен не визнає існування всесвітнього Будди, але вважається, що природа Будди є у кожному індивідуумі, який, у свою чергу, є тотожнім абсолюту і джерелом необмежених можливостей. Існування будь-яких протилежностей є фіктивним, породженням недосконалої свідомості, яка є «забрудненою». В реальності нема різниці між життям та смертю, суб'єктом і об'єктом, знанням і невіглаством, Сансарою та Нірваною. Пробуджена свідомість, му-нен, є відсутністю думок, тому світ для неї позбавлений двоїстості. Разом з тим, дзен підкреслює важливість активного ставлення до світу, реалізації творчої енергії, не приймає крайнощів аскетизму. Людські бажання не повинні пригнічуватися, а мають бути сублімовані у духовні, творчі сфери. Так само, як і в китайській традиції Чань, зберігаються принципи передачі вчення безпосередньо, «від серця до серця», уникаючи письмового викладу положень.
Основною метою дзен є проникнення у правдиву природу розуму. Дослідники вчення, що практикували дзенську медитацію, вказують, що суттю вчення є «невимовне», що неможливо пояснити теоретично або вивчити як священну доктрину.
Бодгідгарма визначив дзен як «безпосередній перехід до пробудженої свідомості, минаючи традицію й священні тексти». Шостий патріарх Хуейнен в одному зі своїх висловлень визначив дзен як «прозріння у пізнанні своєї власної природи». Майстер Енго, відповідаючи на запитання «Що таке дзен?», виразився в такий спосіб:
Він безпосередньо перед вами в цю мить, я передаю його вам у всій повноті. Для розумних чоловік одного слова досить, щоб направити його до істини, але навіть у цьому випадку може закрастися помилка. Це можливо тоді, коли істина ця виражена за допомогою пера й паперу, або вбрана у форму софізму; у цих випадках вона ще далі вислизає від нас. Велика істина Дзена живе в кожному. Загляньте усередину й шукайте її там, не прибігаючи до будь-чиєї допомоги.
Ще один наставник дзен відповів на те ж питання «Що таке дзен?» так: «Пити чай, їсти рис, я проводжу свій час природно, любуватися стелею, любуватися горами. Який безтурботний спокій і почуття!»
На думку кандидата філософських наук О. А. Доманова, дзен — це «спосіб рятування людей від страждань шляхом індивідуальних практик особливого роду, що вдосконалюють свідомість і приводять його до просвітлення — саторі», у якому «досягаються свобода й безпека». Враховуючи загальні буддійські уявлення, є три корінні отрути, через які виникають всі страждання й омани, а також народження та смерть:
1. Незнання своєї природи (дурість, помилкові погляди, нездатність бачити речі такими, які вони є, почуття байдужності) є головною причиною страждань;
2. Відраза (ненависть, гнів, почуття «огидності», відторгнення, ворожість);
3. Бажання або прихильність[en] (до ідей існування й неіснування речей,[68] до умоглядності,[15] до нірвани,[69] до бажань і страхів,[70] до усього зовнішнього світу[7] і до власного «я» як до ілюзій[71]).

Людина, що перебуває в невіданні, відокремлює себе від пізнаваного світу. Рятуванню від даної отрути сприяє медитація над нерозділеністю будь-яких об'єктів сприйняття від людини. Медитація, що є основою практики дзен, також сприяє рятуванню й від інших отрут. Медитація допомагає послідовникові дзен побачити «неподвійність» та «єдинотаковість» всіх речей, а також побачити природу Будди, що, відповідно до одного з основних принципів дзен дайсінко, властива кожній речі або явищу.
Вчення дзен стверджує, що в основі всіх речей лежить порожнеча, через яку можливо побачити неподвійність всіх речей й явищ. Дзен вказує, що порожнечу можна лише осягнути, наприклад, у краплі роси, але не описати словами. Фактично дзен стверджує, що не існує ні самої людини, ні його оточення, тому що все це є лише «ілюзією свідомості». Відмова від егоїстичного або ілюзорного «Я» відбувається в дзен за допомогою знаходження усередині себе «структури, глибшої за „Я“», що називається «справжнім „Я“». «Справжнє „Я“», на думку Д. Т. Судзукі, ніколи не зможе розглядатися наукою через його «абсолютно суб'єктивну» природу.
Вчення заперечує як подвійність всіх явищ («не два»), стверджуючи, що логіка не враховує взаємозалежність речей, так і їхню єдність («не один»), не обмежуючи себе даними рамками. Дане заперечення має практичний характер, заснований на досвіді послідовника.
Дзен є містичним вченням, що з одного боку суперечить логіці, а з іншого боку не протиставляє себе їй. Вчення заперечує всю безліч речей, але розглядає це заперечення як найвищу форму ствердження. Дзен не зв'язує себе однозначно із запереченням або ствердженням, перебуваючи за межами логіки і вважаючи, що лише духовний досвід може привести до збагнення істини. Релігієзнавець І. А. Козловський відзначає, що вчення нічому не вчить людину, а розучує її: «Дзен справді не вчить, він вказує шлях: „Йди туди“». Професор Рудольф Отто також вказує, що послідовника «не навчають тому, чому просто неможливо навчити, але його ведуть або, краще сказати, штовхають» до того моменту, поки в учня не настане інтуїтивне прозріння.
Дзен вважає, що різні буддійські терміни (нірвана, скандги, дгарми) не мають відношення до істини, і тому не розглядає їх. Проте вчителі дзен давали відповіді на питання учнів про ключові терміни:
— Що таке Будда?
— Грудка глини (і навіть: шматок засохлого гівна).
— Що таке Дао?
— Три фунти льону!
— Що таке дзен?
— Гілка квітучої сливи (або: кипарис у саду; або: набирати сніг срібним глечиком).
Дзен-буддизм прагне ввійти в контакт із внутрішніми процесами людини, не вдаючись до посередницької допомоги інтелекту. Дзен зупиняє будь-яку розумову діяльність за допомогою концентрації думки на якомусь об'єкті. Але медитація над якоюсь думкою в дзен розглядається як штучний стан, на відміну від «природності» вільного життя. Стан «природності», також називаний «реальність як вона є», майстер Нансен Фуган позначав як «звичайний розум» або «Дао».
Дзен не вимагає неодмінної відмови від всіх бажань і негативно ставиться до самокатування. Дзен відмовляється застосовувати насильство до природи, як зовнішньої так і внутрішньої, і вчить жити в гармонії з нею. Послідовникам дзен, на думку професора філософії й історії релігії Г. Дюмулена, властиві доброта й людинолюбство.
Однією із ключових фраз дзен є фраза «я не знаю», якою відповів Бодгідгарма на питання імператора В про те, хто він. Позиція «я не знаю» є загальною для шкіл Цаодун/Сото й Ліньцзи/Ріндзай. Відповідь дзенського вчителя «не знаю» на питання учня, за твердженням Д. Т. Судзукі, повністю відрізняється від позиції агностицизму тим, що вчитель «чудово знає, але його знання належить до іншої категорії», не пов'язаної з категорією «відносних речей». А. Уотс вказує, що позиція «не знаю» є початком вірного шляху при рішенні коанів. Учитель відкидає різні відповіді учня, поки той не стане «знати, що не знає».
Д. Т. Судзукі відзначає, що хоча для сторонніх спостерігачів вчення має загадковий і суперечливий характер, але в реальності дзен можна звести до підкорення дисципліні й таких слів: «робити добро, уникати зла, очистити своє серце — такий шлях Будди». Коли чаньський вчитель відповів даними словами на питання про сутності буддійського вчення, відвідувач відчув розчарування: «І трирічна дитина зможе це повністю зрозуміти». Але вчитель чань уточнив: «І вісімдесятилітній старий не зможе це повністю здійснити».

### Відмінність дзен від інших шкіл буддизму
Незважаючи на те, що дзен містить у собі деякі елементи шкіл махасангхіки, мадг'ямаки, цзинту (Буддизму Чистої Землі), хуаянь, (яп. кегон), тяньтай (яп. тендай), чженьянь (яп. сінґон), вчення також має ряд відмінностей від цих й інших буддійських шкіл.

#### Чотири принципи дзен

Шостий патріарх Хуейнен розриває сутри, малюнок чаньського ченця Лян Кая, початок XIII століття.

Бодгідгармі приписується початок формування чотирьох головних принципів дзен, які були сформовані остаточно не раніше часу царювання династії Тан (618—907). Ці принципи такі:
1. Особлива передача поза священними писаннями[15];
2. Не опиратися на слова й тексти;
3. Пряма вказівка на свідомість людини;
4. Споглядаючи свою природу, ставати буддою.

В «Трактаті про світильник і світло» («Ден дянь цзи»), походження якого приписується Бодгідгармі, принципи звучали так: «Передача істини поза писаннями й мовами, немає ніякої залежності від слова й букви. Передача думки безпосередньо від серця до серця, споглядання власної споконвічної природи і є реалізація стану Будди».
У варіанті японіста А. А. Доліна принципи звучать у такий спосіб:
|  | Істина прихована поза письменами, У знаках і словах не передати Закон До серця звернися, усередину й назад, Щоб, себе осягнувши, Буддою стати! |

Послідовники вчення вважали, що найважливіше передається не через тексти, а від наставника до учня, «від серця, до серця». Дана передача означає, що наставник може «передати» учневі за допомогою певних методів власний стан свідомості, наклавши тим самим на учня «печать серця» (сінь інь). Надалі учень закріплює передачу просвітлення своєю медитативною практикою. Даний процес забезпечує безперервність лінії безпосередньої передачі вчення.
Вчення дзен стверджує, що істина не може бути виражена в словах, які є лише «натяком на істину» або «порохом дзен». Дзен не хоче себе зв'язувати з священними писаннями, філософськими системами або будь-якими іншими догматами, вважаючи філософські міркування марними. Хоча дзен претендує на зв'язок із буддизмом, він по більшій частині критично ставиться до його сутр й шастр. Професор філософії Д. Т. Судзукі відзначає: «(…)всі буддійські вчення, що втримуються в сутрах і шастрах, з погляду дзен не більше, ніж макулатура, користь якої складається лише в тому, що з її допомогою можна тільки змахнути пил з інтелекту, але не більше». І. А. Козловський також відзначав, що вчення не вважає важливим сутри або трактати. Багато вчителів дзен підкреслювали другий принцип, спалюючи при нагоді сутри й буддійські зображення і розташовуючи бібліотеки монастирів біля «відхожого місця».
Незважаючи на те, що Д. Т. Судзукі заперечував будь-яку метафізичну основу дзен, Г. Дюмулен вказував, що в його книгах простежується тісний зв'язок вчення з філософією шуньяти і сутрами Праджняпараміти, а також відзначав, що послідовники дзен не заперечують традицію й ряд писань, а вивчають ці писання для їх наступного «згоряння», що веде до розуміння дзен. Вчення дзен однією з головних сутр вважає Праджняпараміту хрідая сутру, що заперечує Чотири шляхетні істини буддизму та містить у собі психопрактичну функцію, на відміну від сутр, не пов'язаних із Праджняпарамітою. Вчення використало й інші сутри Махаяни й Праджняпараміти, зокрема сутри Аватамсаки (Аватамсака-сутру), Вімалайкірті-сутру, Ланкаватара-сутру, але остання вивчалася рідко через труднощі її розуміння. Крім того, у дзен вивчалася й вивчається Сутра помосту шостого патріарха, Самантамукха паріварта (Каннонгьо), що є 25-ю главою Сутри лотоса, сама Сутра лотоса (Саддгармапундаріка-сутра), Діамантова сутра й Шуранґама сутра, що особливо ретельно розглядалася в Китаї. Послідовники дзен також знайомили із сутрою Ваджрасамадхі (Конгосаммайкьо), Сутрою абсолютного просвітлення (Енгакукьо), Шастрою про пробудження віри в махаяну, «Записами бесід Лінь-цзи» («Лінь-цзи лу»), керівництвами по практиці споглядання, а також зі збірниками коанів і дзенської поезії. Кандидат філософських наук В. С. Нікольський вказував, що тексти й книги використовуються тільки на першому етапі інтелектуального входження послідовника в дзен. Надалі вони служать перешкодою, тому що формують у послідовника прихильність до «імені й форми». Доктор філософських наук Ф. Г. Майленова відзначала, що дзен деякою мірою є антиінтелектуальним й антилітературним Вченням. Традиція часто підкреслює, що послідовникові неможливо реалізувати досвід саторі за допомогою читання великої кількості текстів по дзен.
Принцип «прямої вказівки» (чжи-чжи) означає в дзен вираження Вчення за допомогою несимволічних слів або дій, які можуть здаватися дивними або безглуздими людині, не знайомій із дзен. Дана прямота, що вказує на істину без застосування будь-яких символів, на думку А. Уотса, є духом дзен, що виражає його оригінальність.
Четвертий принцип вказує, що потенційно будь-яка людина є буддою й необхідно лише, практикуючи медитацію, «розбудити» природу Будди в собі. «Бачення своєї природи» (кенсьо) можна відкрити в «безмислії» (мунен) і «недіянні» (муі). Чаньські наставники підкреслювали відсутність будь-якого будди поза свідомістю, знищуючи буддійські зображення. Лінь-цзи І-сюань також вказував ченцям у своїй відомій фразі, що будь-які форми ідолопоклонства й авторитарності заважають просвітлінню: «Зустрів будду — убий будду. Зустрів патріарха — убий патріарха».

#### Інші відмінності
Дзен є антифілософським, анти-дискурсивним й антирозумовим Вченням, що підкреслює важливість власного досвіду. Логіка, відповідно до Вчення, не здатна допомогти людям побачити реальність у цілому.
Дзен відрізняється від інших буддійських шкіл своєю прямотою, простотою, практичністю й безпосередністю, нерозривно пов'язаною зі звичайним життям. Дзен-буддисти прагнуть постійно зберігати безпосередність і точність учинків, думок і почуттів, уникаючи умоглядності й розпливчастої думки. Крім безпосередності, що включає в себе дії без будь-яких планів, вченню також властиві раптовість, непередаваність (відносно внутрішнього досвіду), парадоксальність, інтуїтивізм, «зневага всіх правил» та адогматичність, які є головними рисами Вчення.
Буддолог Оттон Розенберг вважав відмінною рисою дзенської школи, як ранньої, так і сучасної, її простоту, вказуючи на дуже скромно обставлені храми, які часто перебували в безлюдних і гарних місцях, і прагнення позбутися від книг і зображень, що особливо характерно для раннього періоду. Протилежністю школи дзен Оттон Розенберг вважав буддійську школу сінґон, відому своїми багатими храмами, філософськими теоріями й складними обрядами.
Дзен вважається найбільш «практичною» буддійською школою, що ставить практичні дії на перше місце, стверджуючи, що тільки через них можна набути духовний досвід. При цьому дзен не говорить про «відхід від миру». Все це зробило дзен найвідкритішою течією буддизму з мільйонами послідовників, серед яких частка ченців відносно невелика. Послідовники можуть ходити на звичайну роботу, але при цьому не мати прихильності до будь-яких речей. Чернеча форма дзен також приділяє велику увагу практичним діям. Дзенські ченці використають фізичну роботу як практику на відміну від ченців більшості інших буддійських шкіл. При цьому роль мирянина в школі є на одному рівні з роллю ченця.
Практику споглядання, що становить основу школи дзен, значно спрощено у порівнянні з найдавнішими школами буддизму, що розглядають споглядання як додатковий засіб. Пізніші послідовники дзен відмовляються від численних щаблів хінаяни і проголошують безпосереднє й екстатичне збагнення істини.
У дзен є своє особливе розуміння принципів буддизму, що виражено в наступному діалозі між дзен-майстром Суйбі Мугаку та його учнем Сейкеєм:
— У чому полягає основний принцип буддизму? 
— Почекай, — сказав Суйбі. — Коли ми залишимося самі, я тобі скажу. 
Через якийсь час Сейкей знову звернувся до нього: 
— Ну от тепер ми самі, благаю тебе, поясни. 
Суйбі встав і повів згораючого від нетерпіння Сейкея в бамбуковий гай, але так нічого й не сказав, а коли останній наполегливо зажадав відповіді, він пошепки промовив: 
— Які високі ці дерева, і які маленькі ті, геть там.
На відміну від ранніх шкіл Індії й Китаю, що вчили досягненню нірвани за допомогою нагромадження благої карми в черзі перероджень, дзен проголошує досягнення звільнення тут і зараз, не прибігаючи до нових перероджень. Вчення про можливості «стати буддою в нинішнім тілі» або сокусин дзебуцу прийшло у дзен з «таємного Вчення» (микке). При цьому дзен не прагне поставити деяку мету, яку необхідно досягти в майбутньому, як це робиться в безлічі релігій, а вчить жити «в ім'я самого життя» або ж, інакше кажучи, вказує, що потрібно «просто жити, а не переживати про те, як ти живеш». Дзен також відрізняється від інших буддійських шкіл тим, що не пропонує як ідеал нірвану.
«Правдивий притулок» у дзен вважається тотожним природі Будди, тому його, відповідно до Вчення, варто шукати не в зовнішньому світі, а в глибині свого «я», на що вказував шостий патріарх дзен Хуейнен:
 Тебе запевняють: «Шукай притулок в Будді, Дгармі, Санзі». А я говорю тобі: «Шукай притулок у собі самому». Будда — усередині тебе, тому що Будда — значить пробудженний, а пробудження може відбуватися лише зсередини. Дгарма — усередині тебе, тому що Дгарма — значить праведність, а праведність ти можеш знайти тільки в собі самому. І Санґга — усередині тебе, тому що Санґга є чистота, а чистоту ти можеш знайти тільки в собі самому.
Д. Т. Судзукі стверджував, що дзен є єдиним Вченням, де є місце сміху. Сміх офіційно входить у дзенську практику. Крім своєї медитативної спрямованості він має простонародний, плотський, утробний, блазнівський і парадоксальний характер. Послідовник Вчення може проявляти свій сміх у вигляді ганьблення дзенських патріархів і глузувань над буддами, тим самим заперечуючи всякі авторитети. М. Конрад Хайерс у своїй роботі «Дзен і комічний дух» привів традиційну індійську схему розподілу сміху на три категорії. У першу категорію входить аристократична ввічлива посмішка, у другу — «помірний сміх представника середнього стану» й брахмана, а в третю — плотський і вульгарний сміх нижчого стану. Останній вид сміху й практикується в традиції дзен. Як відзначає доктор історичних наук Е. С. Сафронова, індійська посмішка Махакашьяпи трансформувалася в Китаї і Японії в «тваринний, плотський, громоподібний регіт, від якого трясуть монастирські стіни».
Відомий буддолог Тосихіко Ідзуцу вважав, що дзенська школа відрізняється від інших буддійських шкіл тим, що «не проводить чіткої грані між смислом і нісенітницею».

Шостий патріарх дзен Хуейнен стверджував, що відмітною рисою дзен є зняття опозицій:
Якщо вам поставлять будь-яке запитання, відповідайте антонімами, щоб утворилася пара опозицій, таких як прихід і відхід; коли їхня взаємозалежність стане зовсім очевидною, в абсолютному змісті не стане ні приходу, ні відходу. <…> Коли вам поставлять будь-яке запитання, відповідайте на нього негативно, якщо в ньому втримується твердження й навпаки, ствердно, якщо в ньому втримується заперечення. Зніміть опозиції. Якщо вас запитають про профана, скажіть що-небудь про святість, і навпаки. І тоді зі співвіднесеності й взаємозалежності двох протилежностей можна буде осягти Вчення про серединність.
Дзен-майстер Ейсай, що заснував школу Ріндзай, вказував роль дзен у буддизмі в такий спосіб: «Це фундамент буддизму й основа всіх сект і шкіл». Також традицію дзен вважав центром буддизму й інших східних вчень професор К. Нукарія, відзначаючи присутність дзен в Індії навіть «задовго до життя Будди». Філософ-езотерик Юліус Евола стверджував, що ціль дзен як школи полягала в тому, щоб «очистити буддизм до стану tabula rasa», відмовившись від пізніших ритуалів і догм на користь споконвічного «внутрішнього пробудження». Самі послідовники дзенської традиції у своїй масі також думають, що дзен є «найбільш чистою й автентичною дгармою» або «вищою формою буддизму».
Деякі авторитетні послідовники і дослідники Вчення також заперечували те, що дзен є релігією або буддійською школою. Дзен-майстер Доген, що заснував школу Сото, висловив таку думку: «Кожний, хто вважає дзен буддійською школою або сектою, називаючи її дзен-сю (сектою дзен), є диявол». Психоаналітик Джо ди Фео у своїй книзі «Дзен-психоаналіз» вказував, що приналежність дзен до рамок канонічного буддизму заперечували також деякі буддійські школи, хоча інші називали дзен «квінтесенцією справжнього буддизму».

### Етика дзен
Для Вчення властива відмова від загальноприйнятих норм моралі. Д. Т. Судзукі відзначає: «Дзен неминуче виявляється те саме що мистецтво, але не мораль» і вказує на можливість відсутності етичного елемента в дзен, відзначаючи, наприклад, що в традиції дзен будь-який день вважається «добрим днем», незалежно від того, сонячний це день або дощовий, вдалий або невдалий, без усякої моральної оцінки. Професор філософії Інституту філософії РАН С. С. Хоружий також указує на те, що етична частина в дзен «урізана чи не повністю».
Відомий дзенський учитель Хуанбо Сіюнь стверджував, що є три щаблі етичності поведінки. До нижчого щабля Хуан-бо відносив поведінку тих людей, хто «виконує приписи, сподіваючись на нагороду». На другому щаблі перебувають ті люди, які діють без найменшої думки про нагороду. На вищому ж щаблі людина живе «без усякої думки про моральне й неморальне».
Дзен-майстер Сун Сан виражає відношення дзен до моральності у наступних рядках:
Коли Дао загублено, приходить доброта. 
Коли доброта загублена, приходить моральність. 
Коли моральність загублена, приходить ритуал. 
Ритуал це лушпайка щирої віри, початок хаосу. 
Тому майстер займається глибинами, а не поверхнею, плодом, а не квіткою.
О. А. Доманов вказував, що важливу етичну роль у вченні виконує саторі, що «рятує людину від зла» і приводить її до природності, що є в дзен ідеалом моральності.
До деякої міри відмовляючись від звичайної етики, дзенські послідовники проте прагнуть виразити своє розуміння етики через жаль до всіх живих істот, бачення краси в самих звичайних речах, відсутність прагнення до зайвого накопичення, походження свого обов'язку, дотримання загального порядку й відсутність занепокоєння із приводу страждань, що з'являються, і смерті, що наближається. Смуток або каруна є основою морального аспекту дзен, оскільки в каруні повністю відсутня «особиста зацікавленість». В іншому випадку, відповідно до Вчення, «вчинок не може вважатися істинно доброчесним, якщо в ньому втримується хоч крупиця егоїзму».
Етика в навчанні прямо пов'язана з естетикою, що відіграє провідну роль у японському дзен. Японські ритуали, у яких є присутнім етичний й більшою мірою естетичний початок, є не просто спеціально організованим обрядом, а скоріше естетичним процесом, що вимагає від учасника ритуалу завершеного й усвідомленого виконання. Це відрізняє японський дзен від китайського чань, у якому головна увага в ритуалі приділялося етичній стороні. Ритуальні поклони в японському дзен, обов'язкове миття підлоги перед заняттями та інші зовнішні ритуали є в навчанні засобами, що створюють гармонію й особливу атмосферу, що допомагає «перемкнути» тип сприйняття й підштовхнути послідовника до входження в «іншу реальність». Також ритуал допомагає трансформувати концентрацію уваги в спонтанні естетичні переживання.
Школа дзен вказує на необов'язковість різних обрядів, але це не змінює шанобливого відношення прихильників школи до засновника буддизму, а також до інших будд, патріархів і дзенских вчителів.
Дзенські ченці, живучи по «Чистих правилах» Бай-чжана, серйозно порушували вказівки Вінаї, відповідно до якої такі заняття, як «рубання дров, різання трави», мали негативні наслідки для карми і перероджень. Бай-чжан, відповідаючи на запитання учня про такі наслідки, виразив думку про те, що якщо людина буде думати «про придбання й втрату», тоді негативні наслідки обов'язково сформуються, у противному випадку «навіть якщо він трудився весь день, він нічого не робив». Реалізація на практиці принципу «не-діянні-у-діянні», на думку іншого наставника Ліньцзи І-сюаня, є причиною того, що така людина не буде створювати ніякої карми, навіть якщо він буде «витрачати в день по 10 тис. лянів золота». У тому випадку, якщо така людина раніше «зробив П'ять Жахливих Гріхів», то вони також, на думку Ліньцзи, за допомогою даного принципу трансформуються в «Океан Порятунку».
У дзен відомі численні зображення ченця Хотея, що став прообразом японського божества щастя, з куртизанками. Також відомим учителем дзен, що взяв собі в учні куртизанку, був Іккю Содзюн. На думку Є. С. Штейнера, куртизанки мали менше прив'язаностей і могли в порівнянні з іншими людьми швидше усвідомити мінливість відносин і бути вільними від страстей за допомогою своєї роботи. У такий спосіб в окремих випадках дзенської традиції куртизанці приділялася роль бодгісаттви, наприклад, як у випадку з куртизанкою Єгуті, яка була бодгісатвою милосердя.
Іккю Содзюн не тільки взяв в учні куртизанку, але й практикував сексуальні відносини з іншими куртизанками, а також, імовірно, із черницями. Такий «тілесний дзен», на думку Штейнера, був не розпустою й не свідченням слабості вчителі в дотриманні буддійських приписань, а наслідком рятування від тонкої «прихильності до чистоти», характерної для тих ченців дзен, хто перебував у традиції досить довго, і поверненням до «гнучкої природності». Дане повернення є «однією з найвищих щаблів у дзені», на якій не існує розходжень між духовним і повсякденним й яку, за твердженням Іккю, не так просто досягти: «Легко ввійти в світ Будди. Важко ввійти в світ демонів».
У цілому сучасний дзен, на відміну від позиції тхеравади, ставиться до сексу «обережно позитивно». Тим людям, для яких відмова від сексу не становить труда, така відмова, вказує дзен, буде допомагати в подальшій практиці. Але така відмова не має обов'язкового характеру, а була лише рекомендацією. Іншим людям дзен рекомендує дотримуватися в сексі серединного шляху, не придушуючи його, але й не приділяючи різноманітним формам сексу занадто багато уваги. Дзен не ділить сексуальні дії на правильні і неправильні, рекомендуючи послідовникові вирішувати це питання виходячи зі своєї практики, а також вказує на те, що безшлюбність й сексуальність не відрізняються одне від одного.

### Естетика дзен

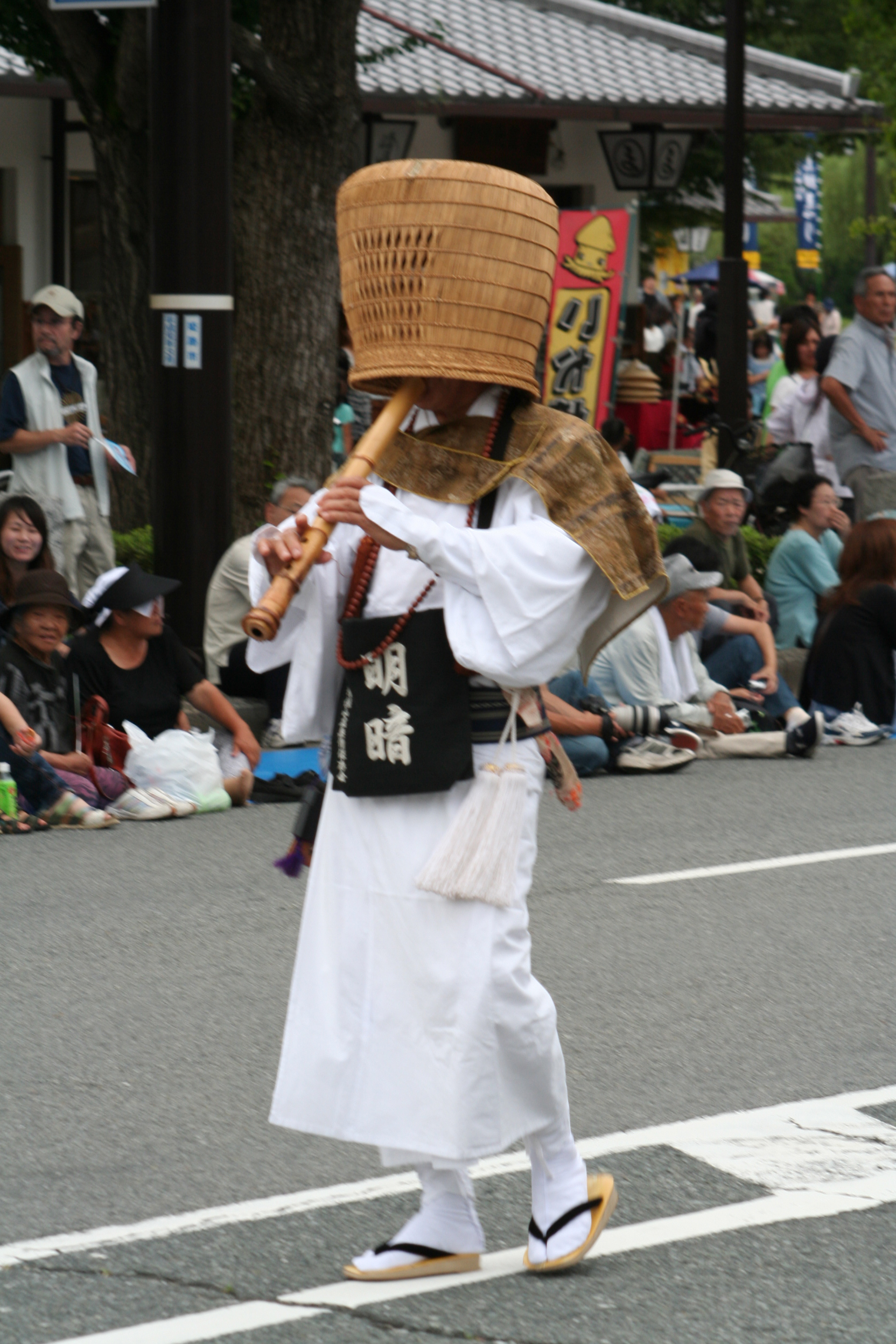
Сучасний комусо або «чернець порожнечі» школи Фуке практикує суйдзен на фестивалі в Хімедзі.

- Вабі-сабі («скромна простота», естетичний світогляд)
- Годзан бунгаку[ru] («література п'яти гір»)
- Гохуа (стиль китайського живопису)
- Ікебана (кадо, «шлях квітки»[111])
- Кераміка Раку
- Кодо
- Но (жанр японського традиційного драматичного мистецтва)
- Оригамі
- Сад каменів
- Сьоїн-дзукурі (стиль оформлення житлових приміщень)
- Суйдзен[ru] (гра на флейті)
- Хайку
- Чайна церемонія (тядо, «шлях сподіваючись»[111])
- Шодо («шлях каліграфії»)
- Японський сад
- Будо[en] (японські «бойові шляхи»)
  - Айкідо (шлях енергії й гармонії)
  - Карате-до (шлях порожньої руки)
  - Кюдо (шлях лука)
  - Кендо (шлях меча)
  - Кендзюцу (мистецтво меча)
  - Іайдзюцу[en] (мистецтво миттєвого оголення меча)

Естетичне вираження дзен у великій безлічі мистецтв і шляхів не є чимсь побічним, а прямо пов'язане з «самою сутністю Вчення». Всі види мистецтв, у яких практикується дзен, несуть у собі ознаки природності, спонтанності й безцільності. Крім різних мистецтв із дзен також пов'язана японська традиція «милування», що служить джерелом натхнення для поетів, художників й інших діячів мистецтв. Традиція милування може проявлятися в різних формах:
- момідзігарі (милування осінніми листами клена),
- ханамі (милування квітами, є основою мистецтва ікебани),
- цукімі (милування місяцем),
- юкімі (милування тихими снігами).

### Обітниці бодгісаттви
Перед початком практики учень, що недавно вступив у школу, дає чотири обітниці бодгісаттви, які мають важливе значення й у сучасному дзен. Ці обітниці послідовник дзен також повторює під час довгого періоду практики:
Наскільки б незліченними не були живі істоти, зобов'язуюся врятувати їх усіх
Наскільки б не були невичерпними страсті, зобов'язуюся усунути їх усі
Наскільки б не були невимірними дгарми, зобов'язуюся опанувати їх усі
Наскільки б не була незрівнянною істина Будди, зобов'язуюся її досягти.

## Практика дзен
Сутність дзен не залежить від методів, які є лише допоміжними засобами. Вона може бути визначена лише досвідом людини, що споглядає свою природу. До додаткових засобів японський дзен-буддолог Уі відносить висловлення й дії майстрів дзен, що мають парадоксальний характер, у тому числі биття ціпком, лементи й коани. Такі дії, що вказують на істину, майстер звичайно виконує тільки над учнями, які досягли певної духовної зрілості, щоб допомогти тому «вилупитися зі шкарлупи». Ці методи відігравали важливу роль у школі Ріндзай.
Удари вчителя в школі чань розглядалися як жалісливі-милосердні й найбільше швидко ведучі до просвітлення. Зрідка в результаті таких дій учень вмирав. Наприклад, учитель Єкідо вбив учня одним ударом ціпка, коли той відволікся від практики, дивлячись на гарну дівчину. Після цього опікун учня висловив подяку наставникові за Вчення, а вчитель продовжив поводитися так само, як поводився до смерті учня: «Яка різниця? Народиться знову й продовжить своє вивчення дзен, а поки що йому „не пощастило“», — виражає позицію вчителя к. ф.н. С. В. Пахомов.
Дзен також використовує медитації, але в розумінні, відмінному від розуміння інших буддійських шкіл. Ті використовували медитацію як інструмент припинення психічної діяльності й очищення свідомості, дзен же розглядає медитацію як метод контактування з реальністю. Дане розходження послужило причиною малої популярності Бодгідгарми серед інших буддистів Китаю в V—VI століттях, а також стало однієї із причин розбіжності між північною й південною чань-школами в Китаї.
Основною умовою для практики є перебування в теперішньому моменті, без прагнення до минулого або майбутнього, зокрема, без прагнення до досвіду саторі.

### Медитативна практика

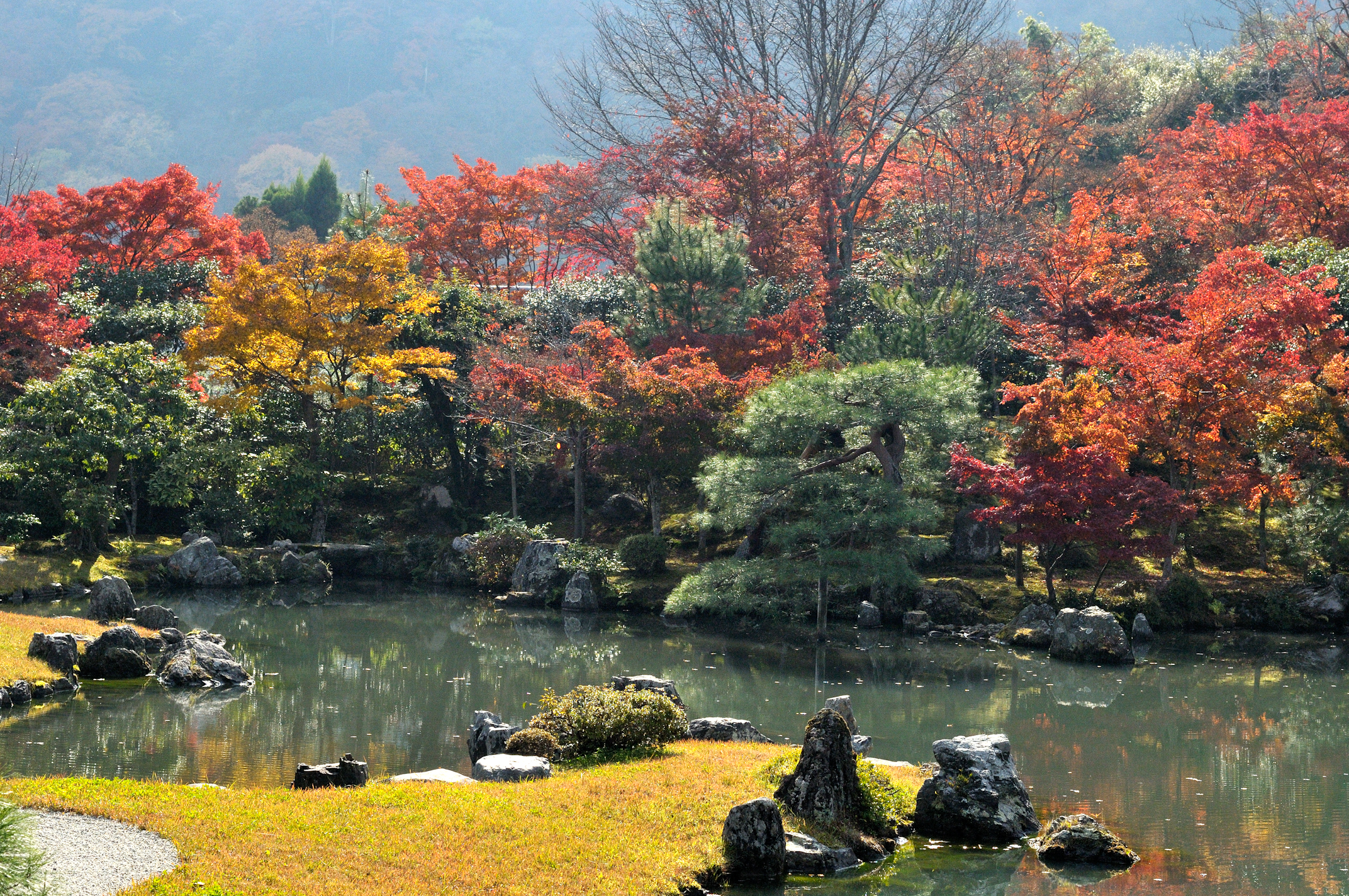
Японський сад при храмі.

Багато послідовників дзен медитували при ходьбі і роботі. Медитація при роботі називалася «фусин». Відмінність фізичної праці без медитації й з медитацією виразив дзен-майстер Тит Нат Хан у такій фразі: «Є два способи мити посуд. По-перше, мити посуд, щоб зробити його чистим. По-друге, мити посуд, щоб мити посуд».
Дзенські ченці, займаючись фізичною працею, вірили в її святість. Праця у вигляді роботи на земельній ділянці, підмітання й збирання вважалася важливим елементом у житті кожного ченця, що допомагає йому зберегти здоров'я і ясність розуму.
Медитативна практика може проявлятися в найрізноманітніших областях. Так у Японії практика дзен колись і тепер містить у собі бойові мистецтва, живопис, поезію, архітектуру, аранжування квітів, театр масок, чайну церемонію, танці, каліграфію й мистецтво розбивки садів. Весь творчий процес відрізняється характерною для дзен простотою, природністю й гармонією. Така практика стала причиною того, що із усіх буддійських шкіл дзен найбільшою мірою вплинув на розвиток японських мистецтв.
Будь-яке захоплення, згідно дзен, може стати способом збагнення своєї правдивої природи. Дзен-буддисти вважають, що в будь-якій людині уже є художник, не завжди майстер живопису або поезії, але завжди «художник життя». «Його руки й ноги є кистями, а весь всесвіт полотном, на якому він пише своє життя протягом сімдесяти, вісімдесяти або навіть дев'яноста років».
Більшість шкіл дзен також вказували, що ченці повинні намагатися перебувати в споглядальному стані при всіх видах діяльності. Для досвідчених ченців рекомендувалося практикувати споглядання навіть у сні.

### Практика дзадзен

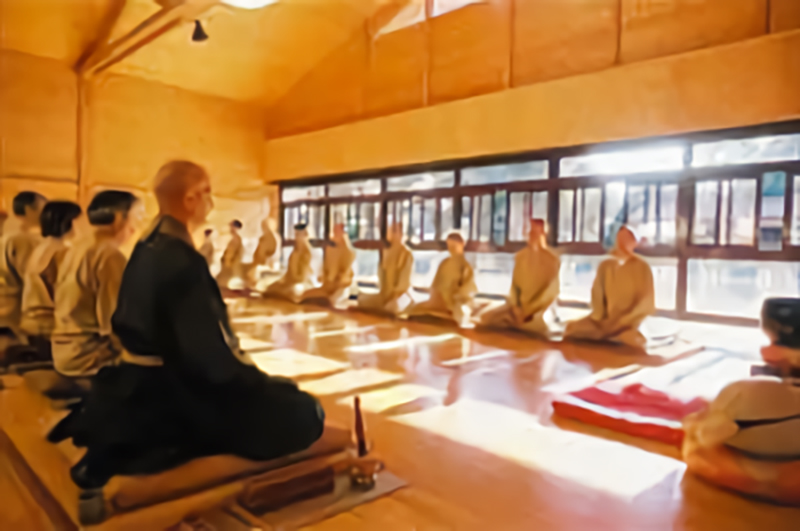
Дзадзен у Європейському дзен-центрі Ріндзай.

Дзадзен буквально передаєтьться як «сидіти в медитації». Під час даної медитації необхідно сісти, схрестивши ноги, і випрямити спину. Крім четвертинного лотоса, напівлотоса й повного лотоса також в окремих випадках можуть бути й інші варіанти пози, що включають у себе позицію «стоячи на колінах», «сидячи на стільці» або навіть «стоячи». Увага може направлятися на дихання, «дань-тянь» (місце, що перебуває на два пальці нижче пупка), якийсь звук, тишу, питання або мантру. Одним з популяризаторів дзадзен вважається японський дзен-майстер Доген, що вважав, що дзадзен і просвітлення не відрізняються один від одного. Сидяча медитація не є тренуванням терпіння або чогось іншого, а по суті своєї є лише «сидінням просто так». Майстер Юнь-мен говорив: «Ідеш — просто йди. Сидиш — просто сиди». Японські учні практикували дзадзен у дзендо, головному будинку монастиря, на підстилці, що також використали для сну.
Щомісяця крім березня й вересня у дзенському монастирі проводиться тиждень сесіна, у ході якої ченці практикують дзадзен по 17—18 годин щодоби. Психолог зі США Джек Хубер, що брав участь у такому сесіні, стверджував у своєму звіті, що після важкого першого дня вже на четвертий день у нього поступово з'явилося «відчуття ширяння над підлогою», а на п'ятий — абсолютне безмисліє, при якому в один з моментів напроти його особи зненацька «виник білий екран, на якому миготіли незбережені в пам'яті особи й речі», після чого відбувся «емоційний вибух», що виразився в «ейфоричному стані радості й підйому», «потоках сліз» і почутті того, що «усе раптом стало ясним й простим».
За результатами дослідження, проведеного Альбертським університетом, виявлений значний позитивний ефект дзадзен для діастоличного кров'яного тиску і незначний позитивний ефект для систоличного кров'яного тиску.

### Коани

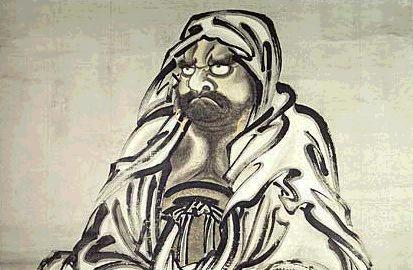
«Чому в Бодгідгарми немає бороди?» — один з коанів дзен.

У дзен переважає миттєве, раптове пробудження, що іноді може викликатися специфічними прийомами. Найзнаменитіший з них — коан. Це якесь парадоксальне завдання, абсурдне для звичайного розуму, що, ставши об'єктом споглядання, стимулює пробудження. У ньому відсутнє рішення на рівні логічного мислення, але проте коан може бути зрозумілим. Коан є шоковим методом або кризовою формою медитації, покликаної вивести учня зі звичної логіки, ліквідувати всі колишні уявлення, підштовхнути за допомогою спеціального безладдя до нового сприйняття реальності, у якій існує порядок на принципово іншому рівні психічної діяльності. Коани відрізняються вкрай швидкою зміною для практика звичної картини світу. До коанів близькі діалоги (мондо) і самозапитання (хуатоу). Одним з найвідоміших збірників коанів є збірник «Записи з блакитної кручі», а одним з найвідоміших коанів — коан Му.

### Дзен бойових мистецтв і самурайський дзен

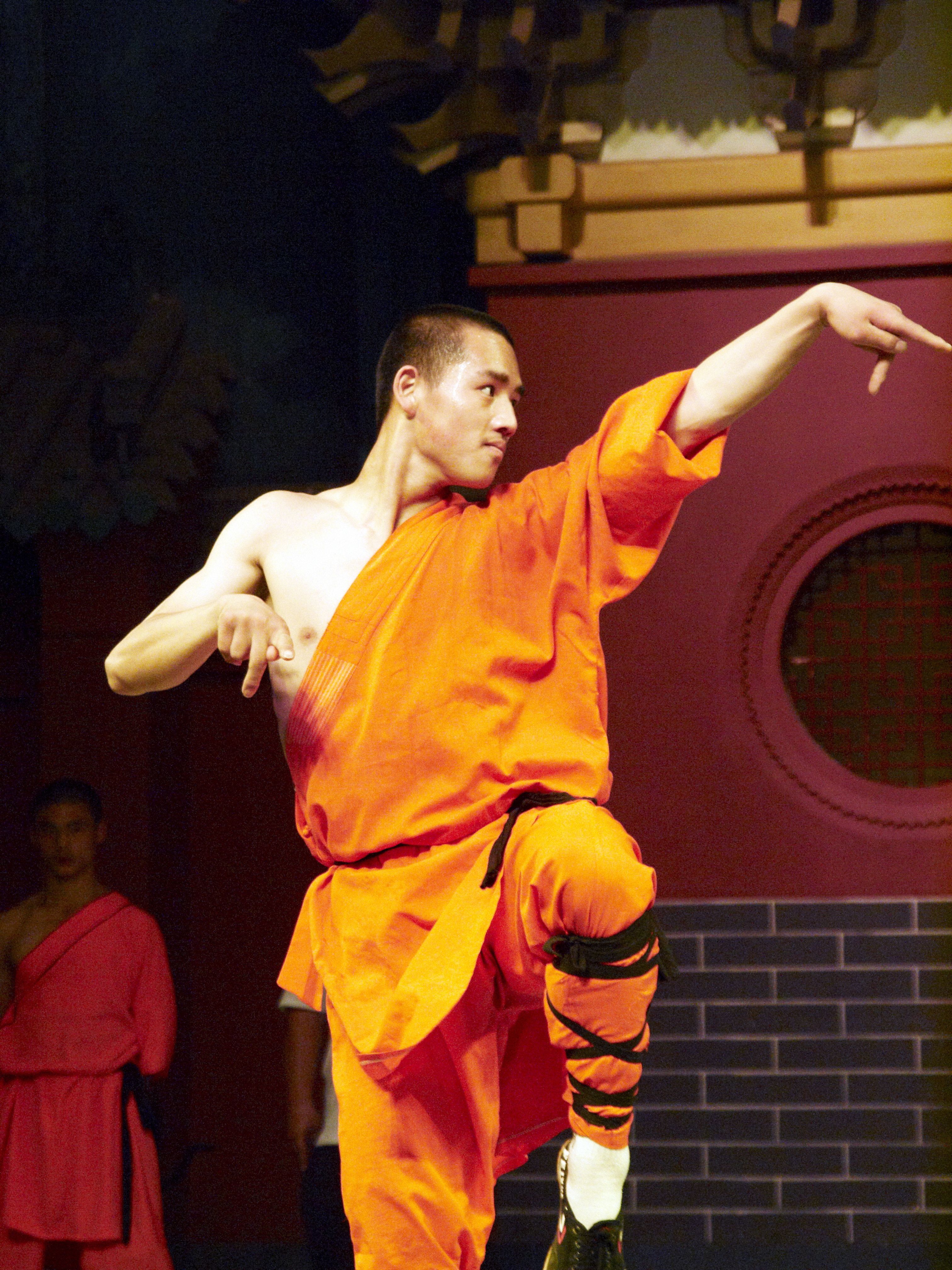
Шаолінський учень практикує Кунг-фу.

Зовсім несподіваним способом збагнення буддизму стало щось, що на перший погляд суперечить одному з п'яти основних буддійських заборон — «утримуйся від убивства». Імовірно саме в Китаї, де буддизм підпав під звільняючий вплив даосизма, — дзен зруйнував конвенціально-етичні рамки буддизму й військові дисципліни стали широко сприйматися, як шлях дзен.
Уперше бойові мистецтва з'єдналися із дзен як гімнастика для розвитку тіла у китайському буддійському монастирі Шаолінь, куди по легенді їх приніс Бодгідгарма. З тих пір дзен — це те, що відрізняє бойове мистецтво Сходу від західного спорту. Багато бойових мистецтв, такі як кендо (фехтування), карате, дзюдо, джиу-джитсу активно використовують дзен. У першу чергу дзен використається як засіб, що стримує агресію. Також ситуація реальної сутички, у якій можливі важкі каліцтва й смерть, жадає від людини саме тих якостей безстрашності й інтуїтивності, які виховує дзен.
В умовах бойової ситуації воїн не має часу на міркування, обстановка змінюється настільки швидко, що логічний аналіз дій супротивника й планування своїх власних дій призведуть до поразки. Думка занадто повільна, щоб устежити за такою технічною дією, як удар, що тривають долю секунди. Чистими, незамутненими думками свідомість подібно дзеркалу відбиває будь-які зміни в навколишньому просторі і дозволяє бійцеві реагувати миттєво і спонтанно.
Основною метою японських бойових мистецтв є не вдосконалювання вміння заподіювати шкоду іншій людині, а відкриття в людині «справжньої природи „не-себе“». Так один з яскравих представників «філософії меча» Кинтай Тхорі (1688—1756) вважав, що самураї, по можливості, завжди повинні уникати боїв: «Меч — небажаний інструмент для вбивства, навіть у безвихідному положенні. А тому меч повинен давати життя, а не нести загибель».
Такуан Сохо (1573—1644), майстер дзен та автор трактатів про древнє японське мистецтво володіння мечем (нині збережене в техніках кендо), називає спокій воїна, що досяг вищого рівня майстерності, непохитною мудрістю. У двобої Такуан радив не прив'язуватися до якогось об'єкта, а сприймати всі рухи супротивника, не зупиняючись на чомусь одному. Тим самим розум воїна повинен перейти зі «Стадії повного невідання», у якій воїн прив'язується, наприклад, до меча супротивника й потім програє двобій, до стадії вільного переходу уваги й відповідності своїй природі.
Японський «шлях лука» кюдо також вважається бойовим мистецтвом, але не вважається спортом, тому що орієнтований не на успіх у вигляді точного влучення в ціль, а на переживання певного стану в момент пострілу. Вивчення пострілу без бажання щось виграти займає дуже тривалий час. Послідовникові дзен, що вибрав «шлях лука», дуже важко навчитися покладатися не на свою фізичну силу, а на свою «м'якість і гнучкість» й «розслабленість». При цьому вважається, що в момент пострілу учень не повинен мати ні найменшого наміру вистрілити для того, «щоб стріла „летела в ціль сама“». Німецький філософ Ойґен Герріґель, який є автором книги «Дзен у мистецтві стрільби з лука», відзначав, що один раз він спробував обдурити вчителя, майже непомітно змінивши спосіб пострілу для появи «ненавмисності», у результаті чого вчитель заборонив з'являтися Герріґелю на його заняттях (надалі Герріґель все-таки зміг повернутися до навчання, для чого знадобилася допомога посередника).
Бойові мистецтва Китаю і Японії є насамперед мистецтвами й способом розвитку «духовних здібностей» самурая на шляху воїна, що містить у собі шлях меча й шлях стріли. Бусидо або знаменитий «Шлях самурая» є зводом правил і норм для «ідеального» воїна. Він розроблявся в Японії століттями й увібрав у себе більшість положень дзен-буддизму, особливо ідеї строгого самоконтролю і байдужості до смерті. Самоконтроль і самовладання були зведені в ранг чесноти й уважалися цінними якостями характеру самурая. У безпосередньому зв'язку з бусідо стояла також медитація дзадзен, що виробляла в самурая впевненість і холоднокровність перед лицем смерті.

### Чернеча дисциплінарна практика
У ранній період свого існування китайський чань не зв'язував себе із правилами Вінаї або монастирським статутом. Хоча деяка частина ченців перебувала в монастирях Вінаї, інша частина вела бродячий спосіб життя, ігноруючи безліч заборон Вінаї.
Патріарх Бай-чжан (720—814) сформував «Звід правил Бай-чжана» (Бай-чжан цин-гуй), що послужив початком «монастирського» дзен. Даний монастирський устав, що багато в чому сильно не збігався із правилами Вінаї, описував організаційні й структурні особливості монастирів чань, а також обов'язки ченців. Так, відповідно до уставу, увесь час ченця ділився на час медитацій і слухання проповідей і на час обов'язкових господарських робіт (пу-цин). Це поширювалося й на патріархів школи, які тим самим показували приклад. Чергові ченці (вейна), старші ченці й настоятелі суворо стежили за тим, щоб правила не порушувалися. В іншому випадку чернець карався або, якщо покарання не допомагали, виганявся із громади.
У XII—XIII століттях «чисті правила» цин гуй, що припускали повне дотримання вказівок наставника й строгу дисципліну, остаточно закріпилися в монастирях дзен.

## Результати практики дзен

### Ступені стану розуму в дзен
У дзен першим етапом медитації є «одноточкова свідомість», також позначувана як «свідомість, позбавлена думок» або «не-свідомість». «Одноточкова свідомість» не означає, що медитатору необхідно направляти увагу на якусь конкретну річ. Це може бути й «придивляння» у порожнечу своєї свідомості.
Буддолог і доктор історичних наук Н. В. Абаєв виділяє другий етап в або не-я, на якому медитуючий повинен уміти вільно перенаправляти увагу від об'єкта до об'єкта, щоб вона «текла як вода» без усякої напруги. Цей етап також припускає «вихід за межі власного „я“» і реалізацію порожнечі. Кандидат філософських наук Д. Г. Главева відносить неприхильність розуму до думок та ідей, необхідну для того, щоб виключити ймовірність домінування одних думок над іншими, до стану «безмисліє й бездуміє» (мунен-мусо), не виділяючи інші етапи. Д. Т. Судзукі вказував на те, що концентрація на порожнечі або повне припинення розумової діяльності не має відношення до дзен, визначаючи даний стан як «екстаз або транс». О. А. Доманов також відзначав, що ключовим у навчанні вважається не «медитація з порожнім розумом», а «звертання до самого джерела мислення».
Дзен-майстер Сун Сан розрізняв три щаблі стану розуму: «Загублений розум», «Порожній розум» й «Ясний розум».
Ваш розум буває трьох видів. Загублений розум, Порожній розум та Ясний розум. На вулиці до вас підходить злодій. «Гаманець або життя!» Який ваш розум у такій ситуації? Дехто говорить, що секс-розум це дзен-розум, але якщо під час сексу до вашого обличчя приставлять пістолет, що стане з вашим розумом? Якщо ви злякаєтеся втратити своє життя, ви втратите свій розум.

З порожнім розумом нічого не трапиться. «Це пограбування!» Ом мані падме хум. Ом мані падме хум. «Ти що, свинцю захотів?!» Ом мані падме хум. Ом мані падме хум. «Ти псих?!» Ом мані падме хум. Божевільний, нормальний, мертвий, живий — одне й теж для Порожнього розуму.

Що ж таке Ясний розум? «Гаманець або життя?!» «Скільки тобі треба?» «Заткнися… Дай мені все, що в тебе є!» Немає страху. Ви просто перевіряєте розум, що тримає в руках пістолет.— Сун Сан
Крім того, існують «Десять биків» — серія з десяти картинок з підписами у віршах й у прозі, що створив китайський майстер Коань Шиюань. Дані картинки й пояснення до них виражають десять етапів збагнення бодгісаттвою просвітлення й зробленої мудрості.

### Саторі
Саторі — осяяння, подібне до спалаху блискавки, раптове пробудження, просвітлення. Дзен розрізняє два види Саторі: мале Саторі, що відкриває правдиву природу речей тільки на короткий час, і велике Саторі, що є синонімом просвітлення. Згідно дзен, кожна людина володіє природою Будди і завдання практика полягає в реалізації цієї природи, у відкритті нерозривної єдності «я» і зовнішнього світу. Згідно дзен, будь-яка людина може побачити природу Будди у собі.
Професор філософії Д. Т. Судзукі також вказує на те, що Саторі — це праджняпараміта, «вища безособова мудрість» і описує Саторі в одному випадку як «інтуїтивне проникнення в природу речей на противагу аналітичному або логічному розумінню цієї природи», в іншому випадку як стан, при якому «всі проблеми повсякденного життя втрачають свій сенс, своє значення, подібно тому, як при пробудженні проблеми, які хвилювали нас у сні, навіть якщо вони залишилися невирішеними, здаються нам не більш ніж ілюзією». Кандидат філософських наук О. А. Доманов відрізняє Саторі від безмислія, визначаючи Саторі як «поворот погляду, що полягає <…> у тому, щоб завжди бачити в собі самого себе». Знаходження Саторі є не метою Вчення, а лише способом входження послідовника на шлях, у якому відсутній «я».
Після одержання досвіду просвітлення учень одержував офіційне підтвердження досвіду, називане Інкою або «печаттю схвалення», від свого вчителя. Така печать була необхідною для тих послідовників традиції, хто надалі сам хотів стати дзенським учителем.
Надалі послідовник, що пережив досвід Саторі, зосереджував свої зусилля на порятунку всіх інших живих істот. До того моменту, поки «усі дерева, трави й поля» і навіть «остання порошина» не стануть просвітленими, послідовник, відповідно до Вчення, не реалізує «повне й остаточне звільнення».

## Полеміка із християнством
Християнський апологет Волтер Мартін відзначав, що Вчення дзен є тонким видом атеїзму, що заперечує Вчення про Бога й необхідність в Рятівнику і проголошує крайню форму іконоборства.
Також традицію дзен критикував архімандрит Рафаїл, заявляючи: «Дзен-буддизм — це релігія смерті; дзен-буддизм проходить мимо духу й душі людини, а медитує його інстинкти, як хлопчик розкриває тіло ляльки й бачить солому й вату усередині її. Сміх дзен-буддизму — це той же регіт і виття металу, що розривається на апокаліптичних картинах Далі».

## Полеміка серед дзенівських майстрів
У сучасній дзенівській літературі можна зустріти чимало критики лицемірства, святенництва або корисливості окремих японських ченців.
Майстер дзен Філіп Капло приводить у своїй книзі замітку газети «Балтімор Сан»:
Дзенський храм був просторим усередині, багато обставленим і справляв враження досить процвітаючого. Приводом для зборів служило проведення меморіальної молитовної служби по душах 15 000 загиблих, які протягом останніх трьох років віддали свої життя в ім'я процвітання японського народу. (…)

По закінченні церемонії підношень головний священик підбив підсумок короткою нотацією: «Я досить улещений, що ви обрали наш храм для проведення цієї служби. В армії я й сам часто їв китове м'ясо і почуваю в собі особливий зв'язок із цими тваринами».
Далі у своїй книзі Філіп Капло різко критикує лицемірство представників китобійної компанії, що замовила службу по 15 000 китах, і священнослужителів, що роблять антибуддійські дії. Також з різкою критикою японського дзен виступив у своїй книзі абат Мухо, дев'ятий абат дзен-монастиря школи Сото Антайдзі:
Не тільки Дзен, але й буддизм загалом розуміється в Японії як священиками, так й їхніми громадами, як бізнес, де родичі померлих купують послуги священика у вигляді рецитації сутр і дарування буддійського імені. Священик може попросити за один похорон 10 000 євро, до цього можна ще додати щорічні церемонії поминання, оренду могили тощо. Більшість священиків настільки зайняті наданням таких послуг, що здається, що в них не залишається вільного часу для дзадзен або інших духовних справ.

## Наукова критика
Кандидат філософських наук М. Попова стверджувала, що дзен по своїх соціальних функціях «нічим не відрізняється від будь-якої іншої релігії». У ньому також, на її думку, присутні деякі молитви, ритуали й заклинання, існує надприродне у вигляді Саторі, а також є присутнім боротьба з науковими цінностями шляхом «очищення свідомості від усякого знання». Дзен, як стверджувала Попова, є песимістичним Вченням з тієї причини, що він не вірить у спроби побудувати щастя шляхом активної зовнішньої діяльності зі зміни світу та вважає, що прагнення лише до такої діяльності є протилежністю мудрості. Також недолік дзен Попова бачила в тім, що вироблюваний спокій у послідовника дзен досягається «дорогою ціною — за рахунок втрати людиною свого „Я“, за рахунок відмови від бажань і прихильностей».

## Вплив дзену на сучасний світ

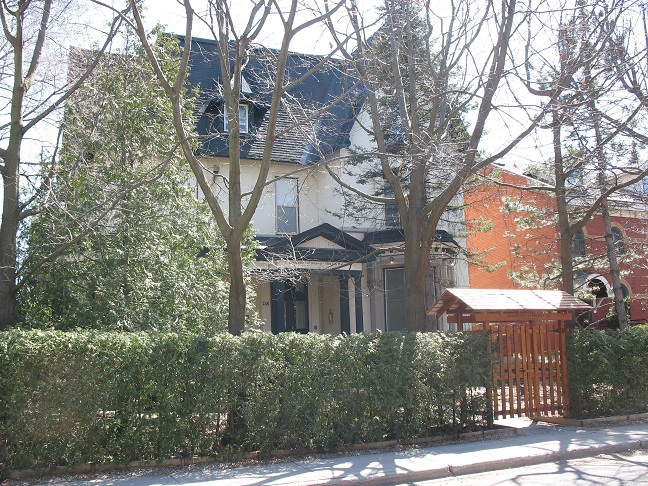
Дзен-буддійський храм., Оттава, Канада.

Відгомони й вплив дзен можна виявити в сучасній літературі, мистецтві, кіно. З тих пір, як став зникати вплив середньовічної містики, у духовному світі Європи стало не вистачати вчень, що опираються не на розум або волю, а на інтуїцію й природу. Ані містика романтизму, ані символізм не змогли повністю зайняти цю «нішу». Саме тому дзен з його культом внутрішньої волі й торжества інтуїції над розумом став таким популярним серед європейської інтелігенції.
Вплив дзен чітко простежується в добутках Г. Гессе, Дж. Селінджера, О. Хакслі, Дж. Керуака, Алана Уотса, Р. Желязни, В. Пелевіна, Т. Еліота, Р. Пірсіга, відомого своєю книгою «Дзен і мистецтво догляду за мотоциклом», у поезії Ґ. Снайдера, А. Гінзберга і багатьох авторів хайку, у живописі В. Ван Гога й А. Матісса, у музиці Г. Малера й Дж. Кейджа, у філософії М. Гайдеггера, Л. Вітґенштайна, А. Швейцера, Ошо й Крішнамурті. Також послідовником дзен був Стів Джобс. В 60-х роках «дзенський бум» охопив багато американських університетів і додав певне забарвлення рухам бітників і хіппі.
В 1942 році було видано книгу англійського дослідника японської культури й доктора літератури Р. Х. Бліта про англійську літературу й дзен, у якій автор передавав думку про те, що «„дзенівське“ світосприйняття було присутнє в англійських поетів від Шекспіра й Мільтона до Вордсворта, Теннісона, Шеллі, Кітса і далі аж до прерафаелітів». Дана книга, на думку професора Болонського університету, філолога й письменника Умберто Еко, тим самим обурювала «будь-яку розсудливу людину».
Зв'язок між дзен і деякою частиною російської літератури, на думку доктора філологічних наук Г. М. Самойлової, також існує навіть у тому випадку, якщо автор не був знайомий із дзенським Вченням. Самойлова бачить відгомони дзен в Пушкіна, вказуючи на те, що Пушкіна називають «найбільш „дзенським“ автором російської літератури» за його безпосередність й «прийняття життя», Тютчева, наводячи як приклад його рядок «Година туги невимовної: усе в мені і я в усім», Толстого й Достоєвського, які, на думку Самойлової, прагнули відкрити читачеві «сховану природу людини», і Набокова. Глибокий зв'язок із дзен Самойлова бачить також в Афанасія Фета у його поезії «просвітлення, осяяння, захвату буття».
Г. С. Померанц й П. М. Нерлер бачили відбиття дзен у поезії Мандельштама. Кандидат філологічних наук Т. И. Бреславець вказувала, що зв'язок із дзенською традицією відчувається в «багатьох поетів XIX—XX століття — від О. Пушкіна до И. Бродського». Виразний зв'язок із дзен Бреславець знаходить у творчості Бориса Пастернаку, наприклад, у таких рядках:
|  | Інші по живому сліді Пройдуть твій шлях за п'яддю п'ядь, Але поразки й перемоги Ти сам не мусиш розрізнять.Оригінальний текст (рос.) Другие по живому следу Пройдут твой путь за пядью пядь, Но пораженья от победы Ты сам не должен отличать. |

### Дзен і психологія
Вплив дзен виражається в працях з психології К. Г. Юнга, Е. Фромма, К. Хорні, на яку сильно вплинуло відвідування японських монастирів дзен, Г. Мерфі, А. Маслоу, Ж. Лакана, О. Кернберга та інших психологів і психоаналітиків. Інтерес до Вчення серед психологів чітко виявився ще в 1957 році, коли в мексиканської Куернаваці було організовано конференцію з дзен, у якій брало участь «близько п'ятдесяти психіатрів, психологів і психоаналітиків, в основному зі США (М. Грін, Дж. Кірш, И. Прогофф та ін.)» Також в 50-ті роки, зацікавившись дзен, Японію відвідали відомі «психологи США й інших країн», щоб познайомитися з особливостями традиції. Дані поїздки стали причиною появи безлічі статей про дзен у наукових журналах.
До формування західного інтересу до дзен, дзадзен уже застосовувався в Японії професором Сьома Моріта і його учнями як частина психотерапевтичного методу, названого відповідно моріта-терапією. Надалі роботи Сьома Моріта і його учнів одержали свій розвиток у медичній школі Токійського університету.
Психолог Кодзі Сато з Японії зробив значний науковий внесок у дослідження методики дзен в 50-х й 60-х роках. Його важливими роботами в цій темі стали книги «Психологічний погляд на дзен», «Спонукання до дзен», «Життя дзен», «Запрошення до дзен», основою яких були міждисциплінарні дослідження психіатрів, фізіологів, психологів, а також безліч написаних ним статей у журналі «Психологія». За результатами своєї роботи Кодзі Сато прийшов до висновку, що дзен є «найефективнішою методикою самовдосконалення особистості».
В 60-х роках у США й інших західних країнах почали проводитися наукові дослідження. Значний внесок у даний напрямок внесли роботи Едварда Мопіна «Дзен-буддизм: психологічний огляд», «Індивідуальні розходження й медитація дзен». Також проводилися наукові конференції, у яких брали участь психологи з Японії. Результатом даних досліджень і конференцій стало те, що до моменту 1966 року, у якому відбувся XVIII з'їзд психологів, «наукова громадськість багатьох країн уже мала уявлення про дзен».
Вплив дзен зазнали багато психотерапевтичних шкіл, таких як гештальттерапія Фріца Перлза, а також відомі тренінги, наприклад, ЕСТ-тренінг. Джон Енрайт, що багато років працював в гештальті разом з Перлсом, у своїй книзі «Гештальт, що веде до просвітлення» зазначив, що в гештальттерапії може використовуватися термін «міні-Саторі», що виражає відмінність гештальттерапії, що сприяє збільшенню усвідомлення, від інших видів психотерапій.
На момент 2010 року взаємодія психотерапії й дзен продовжує підсилюватися. Професор філософії й історії релігії Г. Дюмулен відзначав: «Сучасні психологи сходяться в тому, що захоплення дзен-буддизмом допомагає людині вирішувати як загальнооздоровчі завдання, так і проблеми, пов'язані з психічними розладами, і в цілому сприяє становленню повноцінної особистості». Але в той же час Г. Дюмулен заперечував уявлення дзен як «чисто терапевтичної системи», вказуючи: «Психологи не можуть судити про справжні цінності й зміст дзен-буддизму».